# IV liga polska w piłce nożnej (2008/2009)
IV liga 2008/2009 – 1. edycja rozgrywek piątego poziomu ligowego piłki nożnej mężczyzn w Polsce po reorganizacji lig w 2008. Rozgrywki toczone były w 19 grupach, z których dwa najlepsze zespoły (w przypadku 2 grup na terenie województwa tylko zwycięzcy grup) awansowały do III ligi, natomiast najsłabsze drużyny zostały relegowane do odpowiedniej terytorialnie klasy okręgowej.

## Grupa I (dolnośląska)

### Drużyny
| Uczestnicy poprzedniej edycji                                                                                 | Uczestnicy poprzedniej edycji | Uczestnicy poprzedniej edycji | Uczestnicy poprzedniej edycji |
| --- | ----------------------------- | ----------------------------- | ----------------------------- |
| BBO | BKS Bobrzanie Bolesławiec     | 8                             |                               |
| PRO | Prochowiczanka Prochowice     | 9                             |                               |
| JEL | Karkonosze Jelenia Góra       | 10                            |                               |
| GWB | Górnik Wałbrzych              | 11                            |                               |
| KOB | GKS Kobierzyce                | 12                            |                               |
| GZŁ | Górnik Złotoryja              | 13                            |                               |
| PTR | Polonia Trzebnica             | 14                            |                               |
| ML2 | Miedź II Legnica              | 15                            |                               |
| LDZ | Lechia Dzierżoniów            | 16                            |                               |
| Awans z klasy okręgowej 2007/2008                                                                             |                               |                               |                               |
| grupa Jelenia Góra                                                                                            |                               |                               |                               |
| KAG | Olimpia Kamienna Góra         | 1                             |                               |
| grupa Legnica                                                                                                 |                               |                               |                               |
| CCH | Chojnowianka Chojnów          | 1                             |                               |
| KJA | Kuźnia Jawor                  | 21                            |                               |
| grupa Wałbrzych                                                                                               |                               |                               |                               |
| VIC | Victoria Świebodzice          | 1                             |                               |
| SZZ | MKS Szczawno Zdrój            | 21                            |                               |
| grupa Wrocław                                                                                                 |                               |                               |                               |
| ŚLZ | Ślęza Wrocław                 | 1                             |                               |
| PUM | Puma Pietrzykowice            | 2                             |                               |
| Oznaczenia: - kolumna pierwsza – skróty nazw drużyn, - kolumna trzecia – miejsce zajęte w poprzednim sezonie. |                               |                               |                               |

Objaśnienia:
1. Kuźnia Jawor i MKS Szczawno Zdrój uzyskały awans do IV ligi jako drużyny z 2. miejsc z najlepszym wynikiem punktowym na mecz.
2. Ze względu na dodatkowy awans do III ligi MKS-u Oława, awans do IV ligi uzyskała dodatkowo Puma Pietrzykowice.

### Tabela
| Lp. | Drużyna                   | M  | Z  | R | P  | Bramki | Bramki | Różn. | Pkt | Uwagi                       | Bezpośrednio                |
| --- | ------------------------- | -- | -- | - | -- | ------ | ------ | ----- | --- | --------------------------- | --------------------------- |
| 1   | Górnik Wałbrzych (M) (A)  | 30 | 24 | 5 | 1  | 77     | 11     | +66   | 77  | Awans do III ligi           |                             |
| 2   | Polonia Trzebnica1 (A)    | 30 | 19 | 5 | 6  | 58     | 21     | +37   | 62  | Awans do III ligi           | PTR - PRO 1:1 PRO - PTR 0:1 |
| 3   | Prochowiczanka Prochowice | 30 | 18 | 8 | 4  | 63     | 32     | +31   | 62  |                             | PTR - PRO 1:1 PRO - PTR 0:1 |
| 4   | Lechia Dzierżoniów        | 30 | 14 | 5 | 11 | 38     | 33     | +5    | 47  |                             |                             |
| 5   | Kuźnia Jawor              | 30 | 13 | 7 | 10 | 50     | 44     | +6    | 46  |                             |                             |
| 6   | Ślęza Wrocław             | 30 | 14 | 3 | 13 | 59     | 53     | +6    | 45  |                             |                             |
| 7   | Karkonosze Jelenia Góra   | 30 | 13 | 5 | 12 | 45     | 35     | +10   | 44  |                             |                             |
| 8   | BKS Bobrzanie Bolesławiec | 33 | 13 | 5 | 15 | 38     | 44     | −6    | 44  |                             |                             |
| 9   | MKS Szczawno Zdrój        | 30 | 12 | 3 | 15 | 32     | 39     | −7    | 39  |                             |                             |
| 10  | Chojnowianka Chojnów      | 30 | 12 | 2 | 16 | 28     | 44     | −16   | 38  |                             |                             |
| 11  | Miedź II Legnica          | 30 | 11 | 4 | 15 | 49     | 57     | −8    | 37  |                             |                             |
| 12  | GKS Kobierzyce            | 30 | 9  | 6 | 15 | 45     | 62     | −17   | 33  | KOB - PUM 6:3 PUM - KOB 4:3 |                             |
| 13  | Puma Pietrzykowice        | 30 | 10 | 3 | 17 | 37     | 57     | −20   | 33  | KOB - PUM 6:3 PUM - KOB 4:3 |                             |
| 14  | Victoria Świebodzice (S)  | 30 | 8  | 6 | 16 | 32     | 55     | −23   | 30  | Spadek do klasy okręgowej   |                             |
| 15  | Górnik Złotoryja (S)      | 30 | 7  | 6 | 17 | 32     | 59     | −27   | 27  | Spadek do klasy okręgowej   |                             |
| 16  | Olimpia Kamienna Góra (S) | 30 | 5  | 6 | 19 | 37     | 74     | −37   | 21  | Spadek do klasy okręgowej   |                             |

## Grupa II (kujawsko-pomorska)

### Drużyny
| Uczestnicy poprzedniej edycji                                                                                 | Uczestnicy poprzedniej edycji | Uczestnicy poprzedniej edycji | Uczestnicy poprzedniej edycji |
| --- | ----------------------------- | ----------------------------- | ----------------------------- |
| GBY | Gwiazda Bydgoszcz             | 9                             |                               |
| NPA | Notecianka Pakość             | 10                            |                               |
| LUB | LTP Lubanie                   | 11                            |                               |
| PGM | Pogoń Mogilno                 | 12                            |                               |
| SPB | Sparta Brodnica               | 13                            |                               |
| USK | Unia Solec Kujawski           | 14                            |                               |
| KOW | Kujawiak Kowal                | 15                            |                               |
| Awans z klasy okręgowej 2007/2008                                                                             |                               |                               |                               |
| grupa kujawsko-pomorska I                                                                                     |                               |                               |                               |
| WDA | Wda Świecie                   | 1                             |                               |
| OSI | Grom Osie                     | 2                             |                               |
| KOP | Promień Kowalewo Pomorskie    | 3                             |                               |
| UNW | Unia Wąbrzeźno                | 4                             |                               |
| CNN | Czarni Nakło nad Notecią      | 51                            |                               |
| grupa kujawsko-pomorska II                                                                                    |                               |                               |                               |
| SJW | Sparta Janowiec Wielkopolski  | 1                             |                               |
| STR | Start Radziejów               | 2                             |                               |
| ZIE | Ziemowit Osięciny             | 3                             |                               |
| DBB | Dąb Barcin                    | 4                             |                               |
| Oznaczenia: - kolumna pierwsza – skróty nazw drużyn, - kolumna trzecia – miejsce zajęte w poprzednim sezonie. |                               |                               |                               |

Objaśnienia:
1. Czarni Nakło nad Notecią wygrali baraże o awans do IV ligi z Kometą Więcławice.

### Tabela
| Lp. | Drużyna                          | M  | Z  | R | P  | Bramki | Bramki | Różn. | Pkt | Uwagi                       | Bezpośrednio                |
| --- | -------------------------------- | -- | -- | - | -- | ------ | ------ | ----- | --- | --------------------------- | --------------------------- |
| 1   | Wda Świecie (M) (A)              | 30 | 21 | 4 | 5  | 103    | 40     | +63   | 67  | Awans do III ligi           | WDA - NPA 5:0 NPA - WDA 2:1 |
| 2   | Notecianka Pakość (A)            | 30 | 22 | 1 | 7  | 82     | 40     | +42   | 67  | Awans do III ligi           | WDA - NPA 5:0 NPA - WDA 2:1 |
| 3   | Unia Solec Kujawski              | 30 | 19 | 7 | 4  | 73     | 37     | +36   | 64  |                             |                             |
| 4   | Start Radziejów                  | 30 | 17 | 4 | 9  | 64     | 55     | +9    | 55  |                             |                             |
| 5   | Dąb Barcin                       | 30 | 15 | 6 | 9  | 72     | 40     | +32   | 51  |                             |                             |
| 6   | Promień Kowalewo Pomorskie       | 30 | 15 | 5 | 10 | 68     | 58     | +10   | 50  |                             |                             |
| 7   | Grom Osie                        | 30 | 14 | 7 | 9  | 67     | 46     | +21   | 49  |                             |                             |
| 8   | Gwiazda Bydgoszcz                | 30 | 13 | 6 | 11 | 52     | 48     | +4    | 45  |                             |                             |
| 9   | Czarni Nakło nad Notecią         | 30 | 13 | 4 | 13 | 61     | 70     | −9    | 43  |                             |                             |
| 10  | LTP Lubanie                      | 30 | 12 | 3 | 15 | 63     | 62     | +1    | 39  | LUB - UNW 2:3 UNW - LUB 0:3 |                             |
| 11  | Unia Wąbrzeźno                   | 30 | 11 | 6 | 13 | 48     | 54     | −6    | 39  | LUB - UNW 2:3 UNW - LUB 0:3 |                             |
| 12  | Sparta Brodnica                  | 30 | 10 | 6 | 14 | 53     | 53     | 0     | 36  |                             |                             |
| 13  | Ziemowit Osięciny1               | 30 | 10 | 5 | 15 | 55     | 70     | −15   | 35  |                             |                             |
| 14  | Pogoń Mogilno (S)                | 30 | 4  | 6 | 20 | 39     | 66     | −27   | 18  | Spadek do klasy okręgowej   |                             |
| 15  | Sparta Janowiec Wielkopolski (S) | 29 | 3  | 4 | 22 | 39     | 117    | −78   | 13  | Spadek do klasy okręgowej   |                             |
| 16  | Kujawiak Kowal (S)               | 30 | 2  | 4 | 24 | 19     | 102    | −83   | 10  | Spadek do klasy okręgowej   |                             |

## Grupa III (lubelska)

### Drużyny
| Uczestnicy poprzedniej edycji                                                                                 | Uczestnicy poprzedniej edycji | Uczestnicy poprzedniej edycji | Uczestnicy poprzedniej edycji |
| --- | ----------------------------- | ----------------------------- | ----------------------------- |
| WPU | Wisła Puławy                  | 7                             |                               |
| PBP | Podlasie Biała Podlaska       | 8                             |                               |
| CHM | Chełmianka Chełm              | 9                             |                               |
| LLU | Lewart Lubartów               | 10                            |                               |
| REF | Sparta Rejowiec Fabryczny     | 11                            |                               |
| JAL | Janowianka Janów Lubelski     | 12                            |                               |
| LUB | Lublinianka Lublin            | 13                            |                               |
| HMI | Huragan Międzyrzec Podlaski   | 14                            |                               |
| SKR | Start Krasnystaw              | 15                            |                               |
| BUB | BKS Unia Bełżyce              | 16                            |                               |
| Awans z klasy okręgowej 2007/2008                                                                             |                               |                               |                               |
| grupa Biała Podlaska                                                                                          |                               |                               |                               |
| SAD | Sokół Adamów                  | 1                             |                               |
| grupa Chełm                                                                                                   |                               |                               |                               |
| WŁO | Włodawianka Włodawa           | 1                             |                               |
| grupa Lublin                                                                                                  |                               |                               |                               |
| PIO | POM Iskra Piotrowice          | 1                             |                               |
| OLU | Opolanin Opole Lubelskie      | 2                             |                               |
| NIE | Orion Niedrzwica Duża         | 31                            |                               |
| grupa Zamość                                                                                                  |                               |                               |                               |
| OLE | Olender Sól                   | 1                             |                               |
| Oznaczenia: - kolumna pierwsza – skróty nazw drużyn, - kolumna trzecia – miejsce zajęte w poprzednim sezonie. |                               |                               |                               |

Objaśnienia:
1. Orion Niedrzwica Duża wygrała dwustopniowe baraże o awans do IV ligi.

### Tabela
| Lp. | Drużyna                         | M  | Z  | R  | P  | Bramki | Bramki | Różn. | Pkt | Uwagi                       | Bezpośrednio                |
| --- | ------------------------------- | -- | -- | -- | -- | ------ | ------ | ----- | --- | --------------------------- | --------------------------- |
| 1   | Podlasie Biała Podlaska (M) (A) | 30 | 20 | 10 | 0  | 61     | 15     | +46   | 70  | Awans do III ligi           | PBP - WPU 3:0 WPU - PBP 3:3 |
| 2   | Wisła Puławy (A)                | 30 | 22 | 4  | 4  | 98     | 28     | +70   | 70  | Awans do III ligi           | PBP - WPU 3:0 WPU - PBP 3:3 |
| 3   | POM Iskra Piotrowice            | 30 | 16 | 6  | 8  | 56     | 35     | +21   | 54  |                             |                             |
| 4   | BKS Unia Bełżyce                | 30 | 14 | 6  | 10 | 42     | 40     | +2    | 48  |                             |                             |
| 5   | Olender Sól                     | 30 | 13 | 8  | 9  | 35     | 30     | +5    | 47  |                             |                             |
| 6   | Chełmianka Chełm                | 30 | 12 | 10 | 8  | 43     | 35     | +8    | 46  |                             |                             |
| 7   | Janowianka Janów Lubelski       | 30 | 12 | 5  | 13 | 34     | 42     | −8    | 41  | JAL - SKR 4:2 SKR - JAL 1:1 |                             |
| 8   | Start Krasnystaw                | 30 | 11 | 8  | 11 | 44     | 40     | +4    | 41  | JAL - SKR 4:2 SKR - JAL 1:1 |                             |
| 9   | Lewart Lubartów                 | 30 | 11 | 7  | 12 | 37     | 41     | −4    | 40  |                             |                             |
| 10  | Lublinianka Lublin              | 30 | 11 | 5  | 14 | 37     | 41     | −4    | 38  |                             |                             |
| 11  | Orion Niedrzwica Duża           | 30 | 9  | 10 | 11 | 33     | 44     | −11   | 37  |                             |                             |
| 12  | Sparta Rejowiec Fabryczny       | 30 | 7  | 10 | 13 | 27     | 36     | −9    | 31  |                             |                             |
| 13  | Huragan Międzyrzec Podlaski1    | 30 | 9  | 3  | 18 | 26     | 52     | −26   | 30  | HMI - WŁO 3:1 WŁO - HMI 1:1 |                             |
| 14  | Włodawianka Włodawa (S)         | 30 | 8  | 6  | 16 | 27     | 56     | −29   | 30  | HMI - WŁO 3:1 WŁO - HMI 1:1 | Spadek do klasy okręgowej   |
| 15  | Opolanin Opole Lubelskie (S)    | 30 | 8  | 4  | 18 | 35     | 46     | −11   | 28  |                             | Spadek do klasy okręgowej   |
| 16  | Sokół Adamów (S)                | 30 | 2  | 6  | 22 | 22     | 82     | −60   | 12  |                             | Spadek do klasy okręgowej   |

## Grupa IV (lubuska)

### Drużyny
| Uczestnicy poprzedniej edycji                                                                                 | Uczestnicy poprzedniej edycji | Uczestnicy poprzedniej edycji | Uczestnicy poprzedniej edycji |
| --- | ----------------------------- | ----------------------------- | ----------------------------- |
| OŚN | Spójnia Ośno Lubuskie         | 71                            |                               |
| DOB | Błękitni Dobiegniew           | 9                             |                               |
| BTO | Błękitni Toporów              | 10                            |                               |
| CWI | Czarni Witnica                | 11                            |                               |
| LDE | Leśnik Drezdenko              | 12                            |                               |
| OMR | Orzeł Międzyrzecz             | 13                            |                               |
| CKO | Celuloza Kostrzyn nad Odrą    | 14                            |                               |
| SSU | Stal Sulęcin                  | 15                            |                               |
| Awans z klasy okręgowej 2007/2008                                                                             |                               |                               |                               |
| grupa Gorzów Wielkopolski                                                                                     |                               |                               |                               |
| SKW | Pogoń Skwierzyna              | 1                             |                               |
| GÓR | Odra Górzyca                  | 2                             |                               |
| LBB | LZS Bobrówko                  | 3                             |                               |
| BLU | Błękitni Lubno                | 4                             |                               |
| grupa Zielona Góra                                                                                            |                               |                               |                               |
| VIL | Vitrosilicon Iłowa            | 1                             |                               |
| SPR | Sprotavia Szprotawa           | 2                             |                               |
| KKO | Korona Kożuchów               | 32                            |                               |
| CZE | Piast Czerwieńsk              | 4                             |                               |
| Oznaczenia: - kolumna pierwsza – skróty nazw drużyn, - kolumna trzecia – miejsce zajęte w poprzednim sezonie. |                               |                               |                               |

Objaśnienia:
1. Spójnia Ośno Lubuskie nie otrzymała licencji na grę w III lidze.
2. Korona Kożuchów w poprzednim sezonie występowała pod nazwą Polmo Kożuchów.

### Tabela
| Lp. | Drużyna                         | M  | Z  | R  | P  | Bramki | Bramki | Różn. | Pkt | Uwagi                       | Bezpośrednio |
| --- | ------------------------------- | -- | -- | -- | -- | ------ | ------ | ----- | --- | --------------------------- | ------------ |
| 1   | Vitrosilicon Iłowa (M) (A)      | 30 | 20 | 5  | 5  | 75     | 30     | +45   | 65  | Awans do III ligi           |              |
| 2   | Celuloza Kostrzyn nad Odrą1 (A) | 30 | 19 | 5  | 6  | 81     | 33     | +48   | 62  | Awans do III ligi           |              |
| 3   | Orzeł Międzyrzecz               | 30 | 17 | 10 | 3  | 61     | 29     | +32   | 61  |                             |              |
| 4   | Błękitni Dobiegniew             | 30 | 15 | 7  | 8  | 48     | 37     | +11   | 52  | DOB - CZE 3:1 CZE - DOB 1:1 |              |
| 5   | Piast Czerwieńsk                | 30 | 15 | 7  | 8  | 75     | 41     | +34   | 52  | DOB - CZE 3:1 CZE - DOB 1:1 |              |
| 6   | Sprotavia Szprotawa             | 30 | 13 | 12 | 5  | 42     | 21     | +21   | 51  |                             |              |
| 7   | Spójnia Ośno Lubuskie           | 30 | 14 | 8  | 8  | 55     | 40     | +15   | 50  |                             |              |
| 8   | Odra Górzyca                    | 30 | 13 | 5  | 12 | 39     | 54     | −15   | 44  |                             |              |
| 9   | Błękitni Toporów                | 30 | 12 | 5  | 13 | 62     | 48     | +14   | 41  |                             |              |
| 10  | Czarni Witnica                  | 30 | 11 | 6  | 13 | 43     | 48     | −5    | 39  |                             |              |
| 11  | Korona Kożuchów                 | 30 | 10 | 2  | 18 | 39     | 58     | −19   | 32  |                             |              |
| 12  | Leśnik Drezdenko2               | 30 | 8  | 7  | 15 | 32     | 60     | −28   | 31  | Drużyna wycofana            |              |
| 13  | LZS Bobrówko                    | 30 | 7  | 5  | 18 | 23     | 74     | −51   | 26  |                             |              |
| 14  | Stal Sulęcin2                   | 30 | 4  | 11 | 15 | 23     | 47     | −24   | 23  |                             |              |
| 15  | Pogoń Skwierzyna (S)            | 30 | 5  | 7  | 18 | 27     | 51     | −24   | 22  | Spadek do klasy okręgowej   |              |
| 16  | Błękitni Lubno (S)              | 30 | 3  | 6  | 21 | 25     | 79     | −54   | 15  | Spadek do klasy okręgowej   |              |

## Grupa V (łódzka)

### Drużyny
| Uczestnicy poprzedniej edycji                                                                                 | Uczestnicy poprzedniej edycji | Uczestnicy poprzedniej edycji | Uczestnicy poprzedniej edycji |
| --- | ----------------------------- | ----------------------------- | ----------------------------- |
| STR | Zjednoczeni Stryków           | 7                             |                               |
| PIL | Pilica Przedbórz              | 8                             |                               |
| WZE | Włókniarz Zelów               | 9                             |                               |
| PEZ | Pogoń-Ekolog Zduńska Wola     | 10                            |                               |
| SKI | Vis 2007 Skierniewice         | 11                            |                               |
| OPA | Orzeł Parzęczew               | 12                            |                               |
| BZG | Boruta Zgierz                 | 131                           |                               |
| US2 | UKS SMS II Łódź               | 142                           |                               |
| PŁK | Pogoń Łask Kolumna            | 15                            |                               |
| Awans z klasy okręgowej 2007/2008                                                                             |                               |                               |                               |
| grupa Łódź |                               |                               |                               |
| RZG | Zawisza Rzgów                 | 1                             |                               |
| KŁÓ | Kolejarz Łódź                 | 2                             |                               |
| grupa Piotrków Trybunalski                                                                                    |                               |                               |                               |
| PAR | KS Paradyż                    | 1                             |                               |
| CER | Ceramika Opoczno              | 2                             |                               |
| grupa Sieradz                                                                                                 |                               |                               |                               |
| GGG | Gal Gaz Galewice              | 1                             |                               |
| PAJ | Zawisza Pajęczno              | 2                             |                               |
| RZĄ | Czarni Rząśnia                | 3                             |                               |
| grupa Skierniewice                                                                                            |                               |                               |                               |
| PE2 | Pelikan II Łowicz             | 1                             |                               |
| AZD | Astra Zduny                   | 2                             |                               |
| Oznaczenia: - kolumna pierwsza – skróty nazw drużyn, - kolumna trzecia – miejsce zajęte w poprzednim sezonie. |                               |                               |                               |

Objaśnienia:
1. MKP Zgierz zmienił nazwę przed sezonem na Boruta Zgierz.
2. UKS SMS Bałucz zmienił nazwę na UKS SMS II Łódź.
3. W związku z wycofaniem się Stali Głowno z rozgrywek III ligi i zajęciem wolnego miejsca przez Włókniarz Konstantynów Łódzki, zorganizowano baraże uzupełniające o grę w IV lidze, które wygrali Czarni Rząśnia.

### Tabela
| Lp. | Drużyna                       | M  | Z  | R  | P  | Bramki | Bramki | Różn. | Pkt | Uwagi                     | Bezpośrednio                |
| --- | ----------------------------- | -- | -- | -- | -- | ------ | ------ | ----- | --- | ------------------------- | --------------------------- |
| 1   | Włókniarz Zelów (M) (A)       | 34 | 21 | 7  | 6  | 95     | 36     | +59   | 70  | Awans do III ligi         | WZE - PEZ 6:0 PEZ - WZE 2:3 |
| 2   | Pogoń-Ekolog Zduńska Wola (A) | 34 | 21 | 7  | 6  | 79     | 41     | +38   | 70  | Awans do III ligi         | WZE - PEZ 6:0 PEZ - WZE 2:3 |
| 3   | KS Paradyż (B)                | 34 | 20 | 7  | 7  | 83     | 27     | +56   | 67  | Baraże o III ligę         |                             |
| 4   | Ceramika Opoczno              | 34 | 19 | 7  | 8  | 59     | 41     | +18   | 64  |                           |                             |
| 5   | Gal Gaz Galewice1             | 34 | 19 | 5  | 10 | 70     | 52     | +18   | 62  | Drużyna wycofana          | GGG - RZG 3:1 RZG - GGG 1:0 |
| 6   | Zawisza Rzgów                 | 34 | 19 | 5  | 10 | 90     | 48     | +42   | 62  |                           | GGG - RZG 3:1 RZG - GGG 1:0 |
| 7   | Zjednoczeni Stryków           | 34 | 15 | 8  | 11 | 60     | 44     | +16   | 53  |                           |                             |
| 8   | Pelikan II Łowicz             | 34 | 14 | 7  | 13 | 60     | 60     | 0     | 49  |                           |                             |
| 9   | Vis 2007 Skierniewice         | 34 | 15 | 3  | 16 | 69     | 75     | −6    | 48  |                           |                             |
| 10  | Czarni Rząśnia                | 34 | 14 | 5  | 15 | 46     | 58     | −12   | 47  |                           |                             |
| 11  | Pogoń Łask Kolumna            | 34 | 13 | 5  | 16 | 49     | 70     | −21   | 44  |                           |                             |
| 12  | Pilica Przedbórz              | 34 | 11 | 10 | 13 | 40     | 39     | +1    | 43  |                           |                             |
| 13  | Kolejarz Łódź                 | 34 | 13 | 3  | 18 | 50     | 77     | −27   | 42  |                           |                             |
| 14  | Zawisza Pajęczno              | 34 | 11 | 7  | 16 | 42     | 50     | −8    | 40  |                           |                             |
| 15  | UKS SMS II Łódź               | 34 | 11 | 6  | 17 | 44     | 48     | −4    | 39  |                           |                             |
| 16  | Boruta Zgierz1                | 34 | 7  | 9  | 18 | 34     | 53     | −19   | 30  |                           |                             |
| 17  | Orzeł Parzęczew (S)           | 34 | 8  | 5  | 21 | 33     | 76     | −43   | 29  | Spadek do klasy okręgowej |                             |
| 18  | Astra Zduny (S)               | 34 | 2  | 0  | 32 | 16     | 114    | −98   | 6   | Spadek do klasy okręgowej |                             |

### Baraże o awans do III ligi
W barażach o III ligę zmierzyły się 3 drużyny. W pierwszej rundzie dwumecz rozegrali między sobą wicemistrzowie grup mazowieckich, natomiast w II rundzie zwycięzca I rundy zagrał dwumecz z 3. drużyną grupy łódzkiej. Zwycięzca II rundy otrzymał prawo do gry w III lidze w następnym sezonie.

#### I runda (półfinał)
| 14 czerwca 2009 | Okęcie Warszawa      | 1:5   | KS Piaseczno                                                                                              |  |
| 17:00           | 44' Piotr Biechoński | (1:3) | 21', 51' Mariusz Milewski · 25' Samuelson Chukwuma Odunka · 30' Zbigniew Obłuski · 60' Grzegorz Gromadzki |  |

| 17 czerwca 2009 | KS Piaseczno                                                                                        | 4:1   | Okęcie Warszawa      |  |
| 17:00           | 15' Piotr Maślanka · 60' Łukasz Krzyżański · 62' Samuelson Chukwuma Odunka · 90' Grzegorz Gromadzki | (1:1) | 33' Piotr Biechoński |  |

Awans do II rundy: KS Piaseczno

#### II runda (finał)
| 21 czerwca 2009 | KS Piaseczno     | 1:1   | KS Paradyż          |  |
| 16:00           | 55' Tomasz Dudek | (0:1) | 11' Wojciech Pęczek |  |

| 27 czerwca 2009 | KS Paradyż | 0:4   | KS Piaseczno                                                                    |  |
| 16:00           |            | (0:2) | 1', 69' Samuelson Chukwuma Odunka · 43' Maciej Jankowski · 72' Zbigniew Obłuski |  |

Zwycięzca: KS Piaseczno

## Grupa VI (małopolska)

### Drużyny
| Uczestnicy poprzedniej edycji                                                                                 | Uczestnicy poprzedniej edycji | Uczestnicy poprzedniej edycji | Uczestnicy poprzedniej edycji |
| --- | ----------------------------- | ----------------------------- | ----------------------------- |
| MZKS | MZKS Alwernia                 | 71                            |                               |
| PŁO | Płomień Jerzmanowice          | 8                             |                               |
| BOC | Bocheński KS                  | 9                             |                               |
| TRS | MKS Trzebinia-Siersza         | 10                            |                               |
| PMU | Poprad Muszyna                | 11                            |                               |
| BES | Beskid Andrychów              | 12                            |                               |
| MAN | Lubań Maniowy                 | 13                            |                               |
| TUC | Tuchovia Tuchów               | 14                            |                               |
| GOS | Gościbia Sułkowice            | 15                            |                               |
| SNS2 | Sandecja II Nowy Sącz         | 16                            |                               |
| Awans z V ligi                                                                                                |                               |                               |                               |
| grupa Kraków-Wadowice                                                                                         |                               |                               |                               |
| LKM | LKS Mogilany                  | 1                             |                               |
| OLZ | IKS Olkusz                    | 2                             |                               |
| SIE | Karpaty Siepraw               | 3                             |                               |
| SKA | Skawa Wadowice                | 4                             |                               |
| grupa Nowy Sącz-Tarnów                                                                                        |                               |                               |                               |
| ŻAB | MLKS Żabno                    | 1                             |                               |
| SNW | Szreniawa Nowy Wiśnicz        | 2                             |                               |
| LIM | Limanovia Limanowa            | 3                             |                               |
| OSZ | Orkan Szczyrzyc               | 4                             |                               |
| Oznaczenia: - kolumna pierwsza – skróty nazw drużyn, - kolumna trzecia – miejsce zajęte w poprzednim sezonie. |                               |                               |                               |

Objaśnienia:
1. MZKS Alwernia przegrał baraże o awans do III ligi z Grantem Skarżysko-Kamienna.

### Tabela
| Lp. | Drużyna                   | M  | Z  | R  | P  | Bramki | Bramki | Różn. | Pkt | Uwagi                       | Bezpośrednio                  |
| --- | ------------------------- | -- | -- | -- | -- | ------ | ------ | ----- | --- | --------------------------- | ----------------------------- |
| 1   | Beskid Andrychów (M) (A)  | 34 | 22 | 4  | 8  | 71     | 35     | +36   | 70  | Awans do III ligi           |                               |
| 2   | MZKS Alwernia (A)         | 34 | 18 | 11 | 5  | 51     | 27     | +24   | 65  | Awans do III ligi           | MZKS - TRS 0:0 TRS - MZKS 0:1 |
| 3   | MKS Trzebinia-Siersza     | 34 | 20 | 5  | 9  | 57     | 37     | +20   | 65  |                             | MZKS - TRS 0:0 TRS - MZKS 0:1 |
| 4   | Poprad Muszyna            | 34 | 17 | 11 | 6  | 52     | 27     | +25   | 62  |                             |                               |
| 5   | Bocheński KS              | 34 | 17 | 8  | 9  | 45     | 33     | +12   | 59  |                             |                               |
| 6   | IKS Olkusz                | 34 | 16 | 8  | 10 | 52     | 37     | +15   | 56  |                             |                               |
| 7   | Orkan Szczyrzyc           | 34 | 14 | 12 | 8  | 54     | 33     | +21   | 54  | OSZ - SKA 0:0 SKA - OSZ 1:3 |                               |
| 8   | Skawa Wadowice            | 34 | 16 | 6  | 12 | 46     | 47     | −1    | 54  | OSZ - SKA 0:0 SKA - OSZ 1:3 |                               |
| 9   | Lubań Maniowy             | 34 | 14 | 9  | 11 | 59     | 40     | +19   | 51  |                             |                               |
| 10  | LKS Mogilany              | 34 | 14 | 8  | 12 | 62     | 46     | +16   | 50  | LKM - LIM 1:1 LIM - LKM 0:3 |                               |
| 11  | Limanovia Limanowa        | 34 | 13 | 11 | 10 | 47     | 45     | +2    | 50  | LKM - LIM 1:1 LIM - LKM 0:3 |                               |
| 12  | Karpaty Siepraw           | 34 | 11 | 10 | 13 | 54     | 55     | −1    | 43  |                             |                               |
| 13  | Szreniawa Nowy Wiśnicz    | 34 | 10 | 8  | 16 | 43     | 51     | −8    | 38  | SNW - TUC 1:0 TUC - SNW 1:2 |                               |
| 14  | Tuchovia Tuchów           | 34 | 11 | 5  | 18 | 46     | 51     | −5    | 38  | SNW - TUC 1:0 TUC - SNW 1:2 |                               |
| 15  | Sandecja II Nowy Sącz (S) | 34 | 9  | 6  | 19 | 35     | 58     | −23   | 33  | Spadek do V ligi            |                               |
| 16  | MLKS Żabno (S)            | 34 | 6  | 10 | 18 | 35     | 57     | −22   | 28  | Spadek do V ligi            |                               |
| 17  | Gościbia Sułkowice (S)    | 34 | 5  | 4  | 25 | 22     | 71     | −49   | 19  | Spadek do V ligi            |                               |
| 18  | Płomień Jerzmanowice (S)  | 34 | 4  | 2  | 28 | 36     | 117    | −81   | 14  | Spadek do V ligi            |                               |

## Grupa VII (mazowiecka południe)

### Drużyny
| Uczestnicy poprzedniej edycji                                                                                 | Uczestnicy poprzedniej edycji | Uczestnicy poprzedniej edycji | Uczestnicy poprzedniej edycji |
| --- | ----------------------------- | ----------------------------- | ----------------------------- |
| PGM | Pogoń Grodzisk Mazowiecki     | 7                             |                               |
| KGK | Korona Góra Kalwaria          | 8                             |                               |
| PPI | Piast Piastów                 | 12                            |                               |
| SZY | Szydłowianka Szydłowiec       | 13                            |                               |
| ZAK | Wulkan Zakrzew                | 14                            |                               |
| URS | Ursus Warszawa                | 17                            |                               |
| Spadek z III ligi 2008/2009                                                                                   |                               |                               |                               |
| grupa I |                               |                               |                               |
| RAD | Radomiak Radom                | 141                           |                               |
| Awans z V ligi                                                                                                |                               |                               |                               |
| grupa mazowiecka południowa                                                                                   |                               |                               |                               |
| MSZ | Mszczonowianka Mszczonów      | 2                             |                               |
| PIA | KS Piaseczno                  | 3                             |                               |
| JGA | Sparta Jazgarzew              | 4                             |                               |
| PIL | Pilica Białobrzegi            | 5                             |                               |
| AMU | Amur Wilga                    | 63                            |                               |
| ZWO | Zwolenianka Zwoleń            | 7                             |                               |
| ZSO | Zryw Sobolew                  | 82                            |                               |
| Awans z klasy okręgowej 2007/2008                                                                             |                               |                               |                               |
| grupa Radom                                                                                                   |                               |                               |                               |
| WAR | KS Warka                      | 1                             |                               |
| grupa Siedlce                                                                                                 |                               |                               |                               |
| MMM | Mazovia Mińsk Mazowiecki      | 1                             |                               |
| grupa Warszawa I                                                                                              |                               |                               |                               |
| KON | Skra Konstancin Obory         | 1                             |                               |
| Oznaczenia: - kolumna pierwsza – skróty nazw drużyn, - kolumna trzecia – miejsce zajęte w poprzednim sezonie. |                               |                               |                               |

Objaśnienia:
1. Radomiak Radom nie otrzymał licencji na grę w III lidze, w związku z czym został zdegradowany do IV ligi.
2. Pomimo porażki w barażach, Zryw Sobolew otrzymał prawo do gry w IV lidze.
3. Amur Wilga wycofała się po rundzie jesiennej.

### Tabela
| Lp. | Drużyna                      | M  | Z  | R  | P  | Bramki | Bramki | Różn. | Pkt | Uwagi                     | Bezpośrednio                |
| --- | ---------------------------- | -- | -- | -- | -- | ------ | ------ | ----- | --- | ------------------------- | --------------------------- |
| 1   | Radomiak Radom (M) (A)       | 32 | 25 | 6  | 1  | 100    | 22     | +78   | 81  | Awans do III ligi         |                             |
| 2   | KS Piaseczno (B)             | 32 | 24 | 6  | 2  | 81     | 30     | +51   | 78  | Baraże o III ligę         |                             |
| 3   | Pogoń Grodzisk Mazowiecki    | 32 | 22 | 4  | 6  | 65     | 23     | +42   | 70  |                           |                             |
| 4   | Ursus Warszawa               | 32 | 21 | 3  | 8  | 67     | 35     | +32   | 66  |                           |                             |
| 5   | Sparta Jazgarzew             | 32 | 16 | 2  | 14 | 71     | 62     | +9    | 50  |                           |                             |
| 6   | Szydłowianka Szydłowiec      | 32 | 14 | 6  | 12 | 59     | 48     | +11   | 48  |                           |                             |
| 7   | Mszczonowianka Mszczonów     | 32 | 13 | 6  | 13 | 46     | 38     | +8    | 45  |                           |                             |
| 8   | Zwolenianka Zwoleń           | 32 | 11 | 11 | 10 | 52     | 37     | +15   | 44  |                           |                             |
| 9   | Pilica Białobrzegi           | 32 | 12 | 5  | 15 | 46     | 39     | +7    | 41  |                           |                             |
| 10  | Wulkan Zakrzew               | 32 | 10 | 8  | 14 | 47     | 58     | −11   | 38  |                           |                             |
| 11  | Piast Piastów                | 32 | 11 | 4  | 17 | 36     | 60     | −24   | 37  |                           |                             |
| 12  | Korona Góra Kalwaria         | 32 | 9  | 7  | 16 | 46     | 60     | −14   | 34  |                           |                             |
| 13  | Skra Konstancin Obory        | 32 | 8  | 7  | 17 | 50     | 60     | −10   | 31  |                           |                             |
| 14  | KS Warka (B)                 | 32 | 7  | 6  | 19 | 41     | 98     | −57   | 27  | Baraże o utrzymanie       | WAR - MMM 2:1 MMM - WAR 2:3 |
| 15  | Mazovia Mińsk Mazowiecki (S) | 32 | 8  | 3  | 21 | 33     | 89     | −56   | 27  | Spadek do klasy okręgowej | WAR - MMM 2:1 MMM - WAR 2:3 |
| 16  | Zryw Sobolew (S)             | 32 | 7  | 5  | 20 | 37     | 78     | −41   | 26  | Spadek do klasy okręgowej |                             |
| 17  | Amur Wilga1                  | 32 | 6  | 7  | 19 | 23     | 63     | −40   | 25  | Drużyna wycofana          |                             |

### Baraże o awans do III ligi
W barażach o III ligę zmierzyły się 3 drużyny. W pierwszej rundzie dwumecz rozegrali między sobą wicemistrzowie grup mazowieckich, natomiast w II rundzie zwycięzca I rundy zagrał dwumecz z 3. drużyną grupy łódzkiej. Zwycięzca II rundy otrzymał prawo do gry w III lidze w następnym sezonie.

#### I runda (półfinał)
| 14 czerwca 2009 | Okęcie Warszawa      | 1:5   | KS Piaseczno                                                                                              |  |
| 17:00           | 44' Piotr Biechoński | (1:3) | 21', 51' Mariusz Milewski · 25' Samuelson Chukwuma Odunka · 30' Zbigniew Obłuski · 60' Grzegorz Gromadzki |  |

| 17 czerwca 2009 | KS Piaseczno                                                                                        | 4:1   | Okęcie Warszawa      |  |
| 17:00           | 15' Piotr Maślanka · 60' Łukasz Krzyżański · 62' Samuelson Chukwuma Odunka · 90' Grzegorz Gromadzki | (1:1) | 33' Piotr Biechoński |  |

Awans do II rundy: KS Piaseczno

#### II runda (finał)
| 21 czerwca 2009 | KS Piaseczno     | 1:1   | KS Paradyż          |  |
| 16:00           | 55' Tomasz Dudek | (0:1) | 11' Wojciech Pęczek |  |

| 27 czerwca 2009 | KS Paradyż | 0:4   | KS Piaseczno                                                                    |  |
| 16:00           |            | (0:2) | 1', 69' Samuelson Chukwuma Odunka · 43' Maciej Jankowski · 72' Zbigniew Obłuski |  |

Zwycięzca: KS Piaseczno

### Baraże o utrzymanie w IV lidze
W barażach o utrzymanie brały udział drużyny z miejsca 14. obu grup mazowieckich. Zwycięzca otrzymał prawo do gry w IV lidze w następnym sezonie.
| 28 czerwca 2009 | Naprzód Zielonki      | 4:2 | KS Warka  |  |
| 16:00           | ?'? · ?'? · ?'? · ?'? |     | ?'? · ?'? |  |

| 1 lipca 2009 | KS Warka | 0:1 | Naprzód Zielonki |  |
| 16:00        |          |     | ?'?              |  |

Zwycięzca: Naprzód Zielonki
Uwaga!
Mimo porażki w barażach, KS Warka utrzymała się na poziomie IV ligi.

## Grupa VIII (mazowiecka północ)

### Drużyny
| Uczestnicy poprzedniej edycji                                                                                 | Uczestnicy poprzedniej edycji | Uczestnicy poprzedniej edycji | Uczestnicy poprzedniej edycji |
| --- | ----------------------------- | ----------------------------- | ----------------------------- |
| MŁA | MKS Mława                     | 9                             |                               |
| OKĘ | Okęcie Warszawa               | 10                            |                               |
| KOS | Korona Ostrołęka              | 11                            |                               |
| HUT | Hutnik Warszawa               | 15                            |                               |
| PO2 | Polonia II Warszawa           | 164                           |                               |
| TPŁ | Tęcza 34 Płońsk               | 181                           |                               |
| Awans z V ligi                                                                                                |                               |                               |                               |
| grupa mazowiecka północna                                                                                     |                               |                               |                               |
| PSI | Pogoń Siedlce                 | 12                            |                               |
| GLI | Kryształ Glinojeck            | 2                             |                               |
| SUL | Victoria Sulejówek            | 3                             |                               |
| HWO | Huragan Wołomin               | 4                             |                               |
| NZI | Naprzód Zielonki              | 5                             |                               |
| SOP | Podlasie Sokołów Podlaski     | 6                             |                               |
| MRA | Mazur Radzymin                | 7                             |                               |
| CIE | MKS Ciechanów                 | 83                            |                               |
| Awans z klasy okręgowej 2007/2008                                                                             |                               |                               |                               |
| grupa Ciechanów-Ostrołęka                                                                                     |                               |                               |                               |
| MPR | MKS Przasnysz                 | 1                             |                               |
| grupa Płock                                                                                                   |                               |                               |                               |
| ŁĄC | Kormoran Łąck                 | 1                             |                               |
| grupa Warszawa II                                                                                             |                               |                               |                               |
| WŁO | Przyszłość Włochy             | 1                             |                               |
| Oznaczenia: - kolumna pierwsza – skróty nazw drużyn, - kolumna trzecia – miejsce zajęte w poprzednim sezonie. |                               |                               |                               |

Objaśnienia:
1. Tęcza 34 Płońsk miała pierwotnie spaść do klasy okręgowej, jednak została dokooptowana do IV ligi.
2. Pogoń Siedlce przegrała baraże o awans do III ligi z Bronią Radom.
3. MKS Ciechanów wygrał baraże o awans do IV ligi ze Zrywem Sobolew.
4. Polonia II Warszawa wycofała się po rundzie jesiennej.

### Tabela
| Lp. | Drużyna                   | M  | Z  | R  | P  | Bramki | Bramki | Różn. | Pkt | Uwagi                       | Bezpośrednio        |
| --- | ------------------------- | -- | -- | -- | -- | ------ | ------ | ----- | --- | --------------------------- | ------------------- |
| 1   | Pogoń Siedlce (M) (A)     | 32 | 19 | 8  | 5  | 75     | 29     | +46   | 65  | Awans do III ligi           |                     |
| 2   | Okęcie Warszawa (B)       | 32 | 19 | 7  | 6  | 62     | 29     | +33   | 64  | Baraże o III ligę           |                     |
| 3   | Tęcza 34 Płońsk           | 32 | 18 | 9  | 5  | 65     | 26     | +39   | 63  |                             |                     |
| 4   | Hutnik Warszawa           | 32 | 17 | 8  | 7  | 51     | 33     | +18   | 59  |                             |                     |
| 5   | MKS Mława                 | 32 | 15 | 11 | 6  | 59     | 33     | +26   | 56  | MŁA - WŁO 2:0 WŁO - MŁA 2:0 |                     |
| 6   | Przyszłość Włochy         | 32 | 17 | 5  | 10 | 51     | 36     | +15   | 56  | MŁA - WŁO 2:0 WŁO - MŁA 2:0 |                     |
| 7   | Victoria Sulejówek        | 32 | 16 | 6  | 10 | 47     | 38     | +9    | 54  |                             |                     |
| 8   | MKS Przasnysz             | 32 | 15 | 7  | 10 | 66     | 54     | +12   | 52  |                             |                     |
| 9   | Mazur Radzymin            | 32 | 12 | 8  | 12 | 39     | 40     | −1    | 44  |                             |                     |
| 10  | MKS Ciechanów             | 32 | 11 | 7  | 14 | 41     | 50     | −9    | 40  |                             |                     |
| 11  | Podlasie Sokołów Podlaski | 32 | 11 | 6  | 15 | 53     | 58     | −5    | 39  |                             |                     |
| 12  | Kryształ Glinojeck        | 32 | 11 | 5  | 16 | 55     | 55     | 0     | 38  |                             |                     |
| 13  | Huragan Wołomin           | 32 | 9  | 2  | 21 | 40     | 67     | −27   | 29  | HWO - NZI 3:0 NZI - HWO 1:1 |                     |
| 14  | Naprzód Zielonki (B)      | 32 | 8  | 5  | 19 | 38     | 64     | −26   | 29  | HWO - NZI 3:0 NZI - HWO 1:1 | Baraże o utrzymanie |
| 15  | Korona Ostrołęka (S)      | 32 | 5  | 7  | 20 | 30     | 80     | −50   | 22  | Spadek do klasy okręgowej   |                     |
| 16  | Kormoran Łąck (S)         | 32 | 4  | 5  | 23 | 24     | 85     | −61   | 17  | Spadek do klasy okręgowej   |                     |
| 17  | Polonia II Warszawa1      | 32 | 10 | 4  | 18 | 41     | 60     | −19   | 34  | Drużyna wycofana            |                     |

### Baraże o awans do III ligi
W barażach o III ligę zmierzyły się 3 drużyny. W pierwszej rundzie dwumecz rozegrali między sobą wicemistrzowie grup mazowieckich, natomiast w II rundzie zwycięzca I rundy zagrał dwumecz z 3. drużyną grupy łódzkiej. Zwycięzca II rundy otrzymał prawo do gry w III lidze w następnym sezonie.

#### I runda (półfinał)
| 14 czerwca 2009 | Okęcie Warszawa      | 1:5   | KS Piaseczno                                                                                              |  |
| 17:00           | 44' Piotr Biechoński | (1:3) | 21', 51' Mariusz Milewski · 25' Samuelson Chukwuma Odunka · 30' Zbigniew Obłuski · 60' Grzegorz Gromadzki |  |

| 17 czerwca 2009 | KS Piaseczno                                                                                        | 4:1   | Okęcie Warszawa      |  |
| 17:00           | 15' Piotr Maślanka · 60' Łukasz Krzyżański · 62' Samuelson Chukwuma Odunka · 90' Grzegorz Gromadzki | (1:1) | 33' Piotr Biechoński |  |

Awans do II rundy: KS Piaseczno

#### II runda (finał)
| 21 czerwca 2009 | KS Piaseczno     | 1:1   | KS Paradyż          |  |
| 16:00           | 55' Tomasz Dudek | (0:1) | 11' Wojciech Pęczek |  |

| 27 czerwca 2009 | KS Paradyż | 0:4   | KS Piaseczno                                                                    |  |
| 16:00           |            | (0:2) | 1', 69' Samuelson Chukwuma Odunka · 43' Maciej Jankowski · 72' Zbigniew Obłuski |  |

Zwycięzca: KS Piaseczno

### Baraże o utrzymanie w IV lidze
W barażach o utrzymanie brały udział drużyny z miejsca 14. obu grup mazowieckich. Zwycięzca otrzymał prawo do gry w IV lidze w następnym sezonie.
| 28 czerwca 2009 | Naprzód Zielonki      | 4:2 | KS Warka  |  |
| 16:00           | ?'? · ?'? · ?'? · ?'? |     | ?'? · ?'? |  |

| 1 lipca 2009 | KS Warka | 0:1 | Naprzód Zielonki |  |
| 16:00        |          |     | ?'?              |  |

Zwycięzca: Naprzód Zielonki
Uwaga!
Mimo porażki w barażach, KS Warka utrzymała się na poziomie IV ligi.

## Grupa IX (opolska)

### Drużyny
| Uczestnicy poprzedniej edycji                                                                                 | Uczestnicy poprzedniej edycji | Uczestnicy poprzedniej edycji | Uczestnicy poprzedniej edycji |
| --- | ----------------------------- | ----------------------------- | ----------------------------- |
| GST | GKS Starościn                 | 7                             |                               |
| SBO | Start Bogdanowice             | 8                             |                               |
| PRO | LKS Proślice                  | 9                             |                               |
| OLE | OKS Olesno                    | 10                            |                               |
| NAM | Start Namysłów                | 11                            |                               |
| PNY | Polonia Nysa                  | 12                            |                               |
| STD | Start Dobrodzień              | 13                            |                               |
| SWO | Swornica Czarnowąsy           | 14                            |                               |
| MOP | Motor Praszka                 | 16                            |                               |
| Awans z klasy okręgowej 2007/2008                                                                             |                               |                               |                               |
| grupa opolska I                                                                                               |                               |                               |                               |
| LEW | Olimpia Lewin Brzeski         | 1                             |                               |
| ŁUB | Śląsk Łubniany                | 2                             |                               |
| STB | Stal Brzeg                    | 31                            |                               |
| grupa opolska II                                                                                              |                               |                               |                               |
| VCI | Victoria Cisek                | 1                             |                               |
| OBR | LZS Obrowiec                  | 2                             |                               |
| GKG | GKS Grodków                   | 32                            |                               |
| PAC | Sparta Paczków                | 43                            |                               |
| Oznaczenia: - kolumna pierwsza – skróty nazw drużyn, - kolumna trzecia – miejsce zajęte w poprzednim sezonie. |                               |                               |                               |

Objaśnienia:
1. Stal Brzeg w poprzednim sezonie występował pod nazwą Piast Brzeg.
2. GKS Grodków w poprzednim sezonie występował pod nazwą GKS Grodków/Michałów.
3. Ze względu na wycofanie się LKS-u Poborszów z rozgrywek IV ligi po zakończeniu poprzedniego sezonu zorganizowano baraże uzupełniające. W nich Sparta Paczków pokonała Orła Źlinice.

### Tabela
| Lp. | Drużyna                   | M  | Z  | R | P  | Bramki | Bramki | Różn. | Pkt | Uwagi                       | Bezpośrednio                |
| --- | ------------------------- | -- | -- | - | -- | ------ | ------ | ----- | --- | --------------------------- | --------------------------- |
| 1   | Start Bogdanowice (M) (A) | 30 | 21 | 2 | 7  | 82     | 31     | +51   | 65  | Awans do III ligi           |                             |
| 2   | Start Namysłów (A)        | 30 | 18 | 6 | 6  | 55     | 28     | +27   | 60  | Awans do III ligi           |                             |
| 3   | Swornica Czarnowąsy       | 30 | 15 | 7 | 8  | 52     | 33     | +19   | 52  |                             | SWO - GST 1:1 GST - SWO 3:3 |
| 4   | GKS Starościn             | 30 | 15 | 7 | 8  | 64     | 35     | +29   | 52  |                             | SWO - GST 1:1 GST - SWO 3:3 |
| 5   | Stal Brzeg                | 30 | 15 | 6 | 9  | 48     | 33     | +15   | 51  | STB - LEW 2:0 LEW - STB 2:1 |                             |
| 6   | Olimpia Lewin Brzeski     | 30 | 14 | 9 | 7  | 57     | 44     | +13   | 51  | STB - LEW 2:0 LEW - STB 2:1 |                             |
| 7   | Śląsk Łubniany            | 30 | 15 | 3 | 12 | 60     | 42     | +18   | 48  |                             |                             |
| 8   | OKS Olesno                | 30 | 15 | 2 | 13 | 62     | 55     | +7    | 47  |                             |                             |
| 9   | GKS Grodków               | 30 | 13 | 4 | 13 | 44     | 42     | +2    | 43  |                             |                             |
| 10  | Polonia Nysa              | 30 | 13 | 3 | 14 | 46     | 53     | −7    | 42  |                             |                             |
| 11  | Sparta Paczków            | 30 | 11 | 5 | 14 | 42     | 54     | −12   | 38  |                             |                             |
| 12  | LZS Obrowiec              | 30 | 10 | 5 | 15 | 42     | 57     | −15   | 35  |                             |                             |
| 13  | Start Dobrodzień          | 30 | 10 | 3 | 17 | 45     | 54     | −9    | 33  |                             |                             |
| 14  | Victoria Cisek (S)        | 30 | 9  | 1 | 20 | 27     | 70     | −43   | 28  | Spadek do klasy okręgowej   |                             |
| 15  | LKS Proślice (S)          | 30 | 6  | 6 | 18 | 33     | 67     | −34   | 24  | Spadek do klasy okręgowej   |                             |
| 16  | Motor Praszka (S)         | 30 | 4  | 3 | 23 | 34     | 95     | −61   | 15  | Spadek do klasy okręgowej   |                             |

## Grupa X (podkarpacka)

### Drużyny
| Uczestnicy poprzedniej edycji                                                                                 | Uczestnicy poprzedniej edycji | Uczestnicy poprzedniej edycji | Uczestnicy poprzedniej edycji |
| --- | ----------------------------- | ----------------------------- | ----------------------------- |
| SIA | Siarka Tarnobrzeg             | 6                             |                               |
| SSA | Stal Sanok                    | 7                             |                               |
| KOL | Kolbuszowianka Kolbuszowa     | 8                             |                               |
| IGL | Igloopol Dębica               | 9                             |                               |
| POP | Polonia Przemyśl              | 10                            |                               |
| PIL | Rzemieślnik Pilzno            | 11                            |                               |
| LEŻ | Pogoń Leżajsk                 | 12                            |                               |
| ZDZ | Zryw Dzikowiec                | 13                            |                               |
| LSM | Lechia Sędziszów Małopolski   | 14                            |                               |
| ŻUR | Żurawianka Żurawica           | 15                            |                               |
| JKS | JKS 1909 Jarosław             | 16                            |                               |
| Awans z klasy okręgowej 2007/2008                                                                             |                               |                               |                               |
| grupa Dębica                                                                                                  |                               |                               |                               |
| ROP | Błękitni Ropczyce             | 1                             |                               |
| grupa Jarosław                                                                                                |                               |                               |                               |
| PRZ | Czuwaj Przemyśl               | 1                             |                               |
| grupa Krosno                                                                                                  |                               |                               |                               |
| RAC | Rafineria/Czarni Jasło        | 1                             |                               |
| grupa Rzeszów                                                                                                 |                               |                               |                               |
| MAL | Strumyk Malawa                | 1                             |                               |
| grupa Stalowa Wola                                                                                            |                               |                               |                               |
| NIS | Sokół Nisko                   | 1                             |                               |
| Oznaczenia: - kolumna pierwsza – skróty nazw drużyn, - kolumna trzecia – miejsce zajęte w poprzednim sezonie. |                               |                               |                               |

### Tabela
| Lp. | Drużyna                         | M  | Z  | R  | P  | Bramki | Bramki | Różn. | Pkt | Uwagi                                                          | Bezpośrednio              |
| --- | ------------------------------- | -- | -- | -- | -- | ------ | ------ | ----- | --- | -------------------------------------------------------------- | ------------------------- |
| 1   | Stal Sanok (M) (A)              | 30 | 20 | 5  | 5  | 77     | 23     | +54   | 65  | Awans do III ligi                                              |                           |
| 2   | Siarka Tarnobrzeg (A)           | 30 | 17 | 9  | 4  | 61     | 25     | +36   | 60  | Awans do III ligi                                              |                           |
| 3   | Polonia Przemyśl                | 30 | 15 | 10 | 5  | 42     | 25     | +17   | 55  |                                                                |                           |
| 4   | Rzemieślnik Pilzno              | 30 | 13 | 8  | 9  | 42     | 35     | +7    | 47  |                                                                |                           |
| 5   | Kolbuszowianka Kolbuszowa       | 30 | 12 | 10 | 8  | 40     | 28     | +12   | 46  |                                                                |                           |
| 6   | Błękitni Ropczyce               | 30 | 11 | 10 | 9  | 28     | 29     | −1    | 43  | ROP: 9 pkt, różn. +4 LEŻ: 4 pkt, różn. -1 JKS: 4 pkt, różn. -3 |                           |
| 7   | Pogoń Leżajsk                   | 30 | 12 | 7  | 11 | 42     | 36     | +6    | 43  | ROP: 9 pkt, różn. +4 LEŻ: 4 pkt, różn. -1 JKS: 4 pkt, różn. -3 |                           |
| 8   | JKS 1909 Jarosław               | 30 | 12 | 7  | 11 | 41     | 46     | −5    | 43  | ROP: 9 pkt, różn. +4 LEŻ: 4 pkt, różn. -1 JKS: 4 pkt, różn. -3 |                           |
| 9   | Strumyk Malawa                  | 30 | 10 | 9  | 11 | 43     | 60     | −17   | 39  |                                                                |                           |
| 10  | Igloopol Dębica                 | 30 | 8  | 12 | 10 | 27     | 29     | −2    | 36  | IGL - ŻUR 1:0 ŻUR - IGL 2:1                                    |                           |
| 11  | Żurawianka Żurawica             | 30 | 9  | 9  | 12 | 37     | 49     | −12   | 36  | IGL - ŻUR 1:0 ŻUR - IGL 2:1                                    |                           |
| 12  | Sokół Nisko                     | 30 | 10 | 4  | 16 | 33     | 51     | −18   | 34  | NIS - RAC 1:0 RAC - NIS 0:1                                    |                           |
| 13  | Rafineria/Czarni Jasło (S)      | 30 | 10 | 4  | 16 | 29     | 40     | −11   | 34  | NIS - RAC 1:0 RAC - NIS 0:1                                    | Spadek do klasy okręgowej |
| 14  | Czuwaj Przemyśl (S)             | 30 | 8  | 4  | 18 | 29     | 41     | −12   | 28  |                                                                | Spadek do klasy okręgowej |
| 15  | Lechia Sędziszów Małopolski (S) | 30 | 7  | 5  | 18 | 29     | 58     | −29   | 26  |                                                                | Spadek do klasy okręgowej |
| 16  | Zryw Dzikowiec (S)              | 30 | 6  | 7  | 17 | 21     | 46     | −25   | 25  |                                                                | Spadek do klasy okręgowej |

## Grupa XI (podlaska)

### Drużyny
| Uczestnicy poprzedniej edycji                                                                                 | Uczestnicy poprzedniej edycji | Uczestnicy poprzedniej edycji | Uczestnicy poprzedniej edycji |
| --- | ----------------------------- | ----------------------------- | ----------------------------- |
| PIB | Piast Białystok               | 71                            |                               |
| MIC | KS Michałowo                  | 9                             |                               |
| SEJ | Pomorzanka Sejny              | 10                            |                               |
| HEB | Hetman Białystok              | 11                            |                               |
| MOŃ | Promień Mońki                 | 12                            |                               |
| TBP | Tur Bielsk Podlaski           | 13                            |                               |
| NAR | Iskra Narew                   | 14                            |                               |
| WIS | Wissa Szczuczyn               | 15                            |                               |
| TYK | Hetman Tykocin                | 16                            |                               |
| Awans z klasy okręgowej 2007/2008                                                                             |                               |                               |                               |
| grupa podlaska                                                                                                |                               |                               |                               |
| GGR | Gryf Gródek                   | 1                             |                               |
| DĄB | Dąb Dąbrowa Białostocka       | 2                             |                               |
| SUR | Znicz Suraż                   | 3                             |                               |
| KDD | Korona Dobrzyniewo Duże       | 4                             |                               |
| SWI | Skra Wizna                    | 5                             |                               |
| KOL | Kolejarz Czeremcha            | 6                             |                               |
| HAJ | Puszcza Hajnówka              | 7                             |                               |
| Oznaczenia: - kolumna pierwsza – skróty nazw drużyn, - kolumna trzecia – miejsce zajęte w poprzednim sezonie. |                               |                               |                               |

Objaśnienia:
1. Piast Białystok zrezygnował z udziału w barażach o III ligę.

### Tabela
| Lp. | Drużyna                     | M  | Z  | R | P  | Bramki | Bramki | Różn. | Pkt | Uwagi                     | Bezpośrednio                |
| --- | --------------------------- | -- | -- | - | -- | ------ | ------ | ----- | --- | ------------------------- | --------------------------- |
| 1   | Hetman Białystok1 (M)       | 30 | 19 | 4 | 7  | 55     | 35     | +20   | 61  |                           |                             |
| 2   | Tur Bielsk Podlaski (A)     | 30 | 17 | 5 | 8  | 58     | 35     | +23   | 56  | Awans do III ligi         | TBP - MOŃ 1:1 MOŃ - TBP 0:1 |
| 3   | Promień Mońki1 (A)          | 30 | 17 | 5 | 8  | 59     | 34     | +25   | 56  | Awans do III ligi         | TBP - MOŃ 1:1 MOŃ - TBP 0:1 |
| 4   | Wissa Szczuczyn             | 30 | 16 | 4 | 10 | 54     | 42     | +12   | 52  |                           | WIS - GGR 3:1 GGR - WIS 1:0 |
| 5   | Gryf Gródek                 | 30 | 15 | 7 | 8  | 56     | 29     | +27   | 52  |                           | WIS - GGR 3:1 GGR - WIS 1:0 |
| 6   | Piast Białystok             | 30 | 15 | 3 | 12 | 61     | 36     | +25   | 48  |                           |                             |
| 7   | Pomorzanka Sejny            | 30 | 14 | 5 | 11 | 53     | 50     | +3    | 47  |                           |                             |
| 8   | KS Michałowo2               | 29 | 14 | 4 | 11 | 35     | 30     | +5    | 46  |                           |                             |
| 9   | Puszcza Hajnówka            | 30 | 13 | 4 | 13 | 48     | 38     | +10   | 43  |                           |                             |
| 10  | Dąb Dąbrowa Białostocka2    | 29 | 11 | 7 | 11 | 52     | 49     | +3    | 40  |                           |                             |
| 11  | Znicz Suraż                 | 30 | 11 | 6 | 13 | 53     | 62     | −9    | 39  |                           |                             |
| 12  | Hetman Tykocin              | 30 | 10 | 5 | 15 | 44     | 50     | −6    | 35  |                           |                             |
| 13  | Kolejarz Czeremcha          | 30 | 9  | 5 | 16 | 33     | 45     | −12   | 32  |                           |                             |
| 14  | Korona Dobrzyniewo Duże (S) | 30 | 8  | 4 | 18 | 32     | 67     | −35   | 28  | Spadek do klasy okręgowej |                             |
| 15  | Skra Wizna (S)              | 30 | 7  | 1 | 22 | 50     | 113    | −63   | 22  | Spadek do klasy okręgowej | SWI - NAR 3:0 NAR - SWI 4:4 |
| 16  | Iskra Narew (S)             | 30 | 5  | 7 | 18 | 38     | 66     | −28   | 22  | Spadek do klasy okręgowej | SWI - NAR 3:0 NAR - SWI 4:4 |

## Grupa XII (pomorska)

### Drużyny
| Uczestnicy poprzedniej edycji                                                                                 | Uczestnicy poprzedniej edycji | Uczestnicy poprzedniej edycji | Uczestnicy poprzedniej edycji |
| --- | ----------------------------- | ----------------------------- | ----------------------------- |
| GRW | Gryf Wejherowo                | 8                             |                               |
| LG2 | Lechia II Gdańsk              | 9                             |                               |
| OTW | Orzeł Trąbki Wielkie          | 10                            |                               |
| DZI | Powiśle Dzierzgoń             | 11                            |                               |
| BRP | Brda Przechlewo               | 12                            |                               |
| TKP | TKP Tczew                     | 13                            |                               |
| HRG | Huragan Przodkowo             | 14                            |                               |
| PBO | Polonez Bobrowniki            | 16                            |                               |
| CPG | Czarni Pruszcz Gdański        | 17                            |                               |
| Awans z klasy okręgowej 2007/2008                                                                             |                               |                               |                               |
| grupa Gdańsk I                                                                                                |                               |                               |                               |
| MRZ | Start Mrzezino                | 1                             |                               |
| GKO | GTS Kolbudy                   | 2                             |                               |
| grupa Gdańsk II                                                                                               |                               |                               |                               |
| CCH | Chojniczanka Chojnice         | 1                             |                               |
| MAL | Pomezania Malbork             | 2                             |                               |
| WTC | Wisła Tczew                   | 31                            |                               |
| grupa Słupsk                                                                                                  |                               |                               |                               |
| LĘB | Pogoń Lębork                  | 1                             |                               |
| KOD | Koral Dębnica                 | 2                             |                               |
| Oznaczenia: - kolumna pierwsza – skróty nazw drużyn, - kolumna trzecia – miejsce zajęte w poprzednim sezonie. |                               |                               |                               |

Objaśnienia:
1. Wisła Tczew wygrała dwustopniowe baraże o awans do IV ligi.

### Tabela
| Lp. | Drużyna                       | M  | Z  | R  | P  | Bramki | Bramki | Różn. | Pkt | Uwagi                     | Bezpośrednio |
| --- | ----------------------------- | -- | -- | -- | -- | ------ | ------ | ----- | --- | ------------------------- | ------------ |
| 1   | Chojniczanka Chojnice (M) (A) | 30 | 24 | 3  | 3  | 86     | 27     | +59   | 75  | Awans do III ligi         |              |
| 2   | Gryf Wejherowo (A)            | 30 | 21 | 6  | 3  | 76     | 32     | +44   | 69  | Awans do III ligi         |              |
| 3   | Lechia II Gdańsk              | 30 | 17 | 5  | 8  | 56     | 41     | +15   | 56  |                           |              |
| 4   | Orzeł Trąbki Wielkie          | 30 | 16 | 6  | 8  | 45     | 32     | +13   | 54  |                           |              |
| 5   | Huragan Przodkowo             | 30 | 14 | 10 | 6  | 46     | 25     | +21   | 52  |                           |              |
| 6   | Powiśle Dzierzgoń             | 30 | 13 | 6  | 11 | 41     | 39     | +2    | 45  |                           |              |
| 7   | Pomezania Malbork             | 30 | 11 | 10 | 9  | 44     | 29     | +15   | 43  |                           |              |
| 8   | GTS Kolbudy1 (S)              | 30 | 11 | 8  | 11 | 36     | 38     | −2    | 41  | Spadek do klasy okręgowej |              |
| 9   | Wisła Tczew3                  | 30 | 13 | 1  | 16 | 43     | 47     | −4    | 40  | Fuzja                     |              |
| 10  | Start Mrzezino2               | 30 | 12 | 3  | 15 | 35     | 40     | −5    | 39  | Drużyna wycofana          |              |
| 11  | Czarni Pruszcz Gdański2 (B)   | 30 | 12 | 1  | 17 | 43     | 63     | −20   | 37  | Baraże o utrzymanie       |              |
| 12  | Pogoń Lębork (B)              | 30 | 10 | 5  | 15 | 33     | 48     | −15   | 35  | Baraże o utrzymanie       |              |
| 13  | Koral Dębnica (B)             | 30 | 7  | 8  | 15 | 41     | 65     | −24   | 29  | Baraże o utrzymanie       |              |
| 14  | Polonez Bobrowniki (S)        | 30 | 7  | 4  | 19 | 35     | 68     | −33   | 25  | Spadek do klasy okręgowej |              |
| 15  | TKP Tczew3                    | 30 | 6  | 6  | 18 | 33     | 61     | −28   | 24  | Fuzja                     |              |
| 16  | Brda Przechlewo (S)           | 30 | 2  | 6  | 22 | 26     | 64     | −38   | 12  | Spadek do klasy okręgowej |              |

### Baraże o utrzymanie w IV lidze
W barażach o utrzymanie w IV lidze brały drużyny z miejsc 11-13 pomorskiej grupy IV ligi oraz wicemistrzowie 3 pomorskich grup klasy okręgowej. Zwycięzcy dwumeczy uzyskiwali prawo do gry w IV lidze w następnym sezonie.
| 20 czerwca 2009 | Żuławy Nowy Dwór Gdański | 3:0 | Pogoń Lębork |  |
| 17:00           | ?'? · ?'? · ?'?          |     |              |  |

| 24 czerwca 2009 | Pogoń Lębork | 0:0   | Żuławy Nowy Dwór Gdański |  |
| 17:00           |              | (0:0) |                          |  |

Zwycięzca: Żuławy Nowy Dwór Gdański
| 20 czerwca 2009 | Polonia Gdańsk  | 3:2 | Koral Dębnica |  |
| 17:00           | ?'? · ?'? · ?'? |     | ?'? · ?'?     |  |

| 24 czerwca 2009 | Koral Dębnica | 2:0 | Polonia Gdańsk |  |
| 17:00           | ?'? · ?'?     |     |                |  |

Zwycięzca: Koral Dębnica
| 20 czerwca 2009 | Czarni Czarne | 2:1 | Czarni Pruszcz Gdański |  |
| 17:00           | ?'? · ?'?     |     | ?'?                    |  |

| 24 czerwca 2009 | Czarni Pruszcz Gdański | 0:1 | Czarni Czarne |  |
| 17:00           |                        |     | ?'?           |  |

Zwycięzca: Czarni Czarne
Uwaga!
Ze względu na wycofanie się Startu Mrzezino z rozgrywek IV ligi, dodatkowo prawo do gry w IV lidze uzyskali Czarni Pruszcz Gdański.

## Grupa XIII (śląska I)

### Drużyny
| Uczestnicy poprzedniej edycji                                                                                 | Uczestnicy poprzedniej edycji | Uczestnicy poprzedniej edycji | Uczestnicy poprzedniej edycji |
| --- | ----------------------------- | ----------------------------- | ----------------------------- |
| grupa śląska I                                                                                                |                               |                               |                               |
| MKG | MK Górnik Katowice            | 41                            |                               |
| VCZ | Victoria Częstochowa          | 5                             |                               |
| ŁAB | ŁTS Łabędy                    | 6                             |                               |
| WES | Górnik Wesoła                 | 7                             |                               |
| CZĘ | KS Częstochowa                | 8                             |                               |
| ŹKR | Źródło Kromołów               | 9                             |                               |
| SRM | Sarmacja Będzin               | 10                            |                               |
| MYS | MKS Myszków                   | 11                            |                               |
| DGÓ | Zagłębiak Dąbrowa Górnicza    | 12                            |                               |
| ŻAR | Zieloni Żarki                 | 13                            |                               |
| SRŚ | Slavia Ruda Śląska            | 14                            |                               |
| grupa śląska II                                                                                               |                               |                               |                               |
| VIC | Victoria Jaworzno             | 14                            |                               |
| Awans z klasy okręgowej 2007/2008                                                                             |                               |                               |                               |
| grupa Częstochowa                                                                                             |                               |                               |                               |
| OTR | Olimpia Truskolasy            | 1                             |                               |
| RĘD | Unia Rędziny                  | 2                             |                               |
| grupa Katowice II                                                                                             |                               |                               |                               |
| GMY | Górnik 09 Mysłowice           | 1                             |                               |
| WCH | Wyzwolenie Chorzów            | 2                             |                               |
| grupa Katowice IV                                                                                             |                               |                               |                               |
| SPA | MOSiR Sparta Zabrze           | 1                             |                               |
| Oznaczenia: - kolumna pierwsza – skróty nazw drużyn, - kolumna trzecia – miejsce zajęte w poprzednim sezonie. |                               |                               |                               |

Objaśnienia:
1. MK Górnik Katowice przegrał baraże o awans do III ligi z BKS-em Stalą Bielsko-Biała.

### Tabela
| Lp. | Drużyna                      | M  | Z  | R  | P  | Bramki | Bramki | Różn. | Pkt | Uwagi                                                  | Bezpośrednio |
| --- | ---------------------------- | -- | -- | -- | -- | ------ | ------ | ----- | --- | ------------------------------------------------------ | ------------ |
| 1   | Victoria Częstochowa (M) (A) | 32 | 20 | 9  | 3  | 68     | 19     | +49   | 69  | Awans do III ligi                                      |              |
| 2   | KS Częstochowa               | 32 | 20 | 6  | 6  | 55     | 23     | +32   | 66  |                                                        |              |
| 3   | Zieloni Żarki                | 32 | 18 | 2  | 12 | 53     | 30     | +23   | 56  | ŻAR - WES 2:0 WES - ŻAR 1:2                            |              |
| 4   | Górnik Wesoła                | 32 | 15 | 11 | 6  | 57     | 39     | +18   | 56  | ŻAR - WES 2:0 WES - ŻAR 1:2                            |              |
| 5   | Sarmacja Będzin              | 32 | 17 | 4  | 11 | 53     | 36     | +17   | 55  |                                                        |              |
| 6   | Slavia Ruda Śląska           | 32 | 14 | 6  | 12 | 53     | 48     | +5    | 48  |                                                        |              |
| 7   | Zagłębiak Dąbrowa Górnicza   | 32 | 14 | 4  | 14 | 59     | 54     | +5    | 46  | DGÓ - MKG 2:0 MKG - DGÓ 1:2                            |              |
| 8   | MK Górnik Katowice           | 32 | 13 | 7  | 12 | 39     | 44     | −5    | 46  | DGÓ - MKG 2:0 MKG - DGÓ 1:2                            |              |
| 9   | Olimpia Truskolasy           | 32 | 12 | 8  | 12 | 45     | 44     | +1    | 44  |                                                        |              |
| 10  | Victoria Jaworzno            | 32 | 12 | 5  | 15 | 41     | 57     | −16   | 41  | VIC - GMY 2:1 GMY - VIC 1:1                            |              |
| 11  | Górnik 09 Mysłowice          | 32 | 11 | 8  | 13 | 38     | 40     | −2    | 41  | VIC - GMY 2:1 GMY - VIC 1:1                            |              |
| 12  | Wyzwolenie Chorzów           | 32 | 11 | 4  | 17 | 41     | 45     | −4    | 37  |                                                        |              |
| 13  | MKS Myszków                  | 32 | 9  | 8  | 15 | 26     | 49     | −23   | 35  | MYS - ŁAB 1:0 ŁAB - MYS 0:0                            |              |
| 14  | ŁTS Łabędy                   | 32 | 8  | 11 | 13 | 41     | 47     | −6    | 35  | MYS - ŁAB 1:0 ŁAB - MYS 0:0                            |              |
| 15  | Unia Rędziny1 (B)            | 32 | 9  | 5  | 18 | 34     | 60     | −26   | 32  | Baraże o utrzymanie Przeniesienie do grupy śląskiej II |              |
| 16  | Źródło Kromołów (S)          | 32 | 8  | 7  | 17 | 37     | 61     | −24   | 31  | Spadek do klasy okręgowej                              |              |
| 17  | MOSiR Sparta Zabrze (S)      | 32 | 6  | 5  | 21 | 24     | 68     | −44   | 23  | Spadek do klasy okręgowej                              |              |

### Baraże o utrzymanie w IV lidze
W związku z wycofaniem się GKS-u II Jastrzębie z grupy śląskiej II zorganizowano baraż uzupełniający, w którym zmierzyły się drużyny z miejsca 15. obu grup śląskich. Zwycięzca uzyskiwał prawo do gry w IV lidze w następnym sezonie.
| 8 sierpnia 2009 | Unia Rędziny      | 1:0   | LKS Łąka |  |
| 11:00           | 62' Kamil Puchała | (0:0) |          |  |

Zwycięzca: Unia Rędziny

## Grupa XIV (śląska II)

### Drużyny
| Uczestnicy poprzedniej edycji                                                                                 | Uczestnicy poprzedniej edycji | Uczestnicy poprzedniej edycji | Uczestnicy poprzedniej edycji |
| --- | ----------------------------- | ----------------------------- | ----------------------------- |
| ROG | Przyszłość Rogów              | 5                             |                               |
| PŁG | Polonia Łaziska Górne         | 6                             |                               |
| ŻAB | Skałka Żabnica                | 7                             |                               |
| GRŚ | Grunwald Ruda Śląska          | 8                             |                               |
| CZN | LKS Czaniec                   | 9                             |                               |
| JA2 | GKS II Jastrzębie             | 10                            |                               |
| UNR | Unia Racibórz                 | 11                            |                               |
| ŁĄK | LKS Łąka                      | 12                            |                               |
| MKL | Polonia Marklowice            | 13                            |                               |
| Awans z klasy okręgowej 2007/2008                                                                             |                               |                               |                               |
| grupa Bielsko-Biała                                                                                           |                               |                               |                               |
| REK | Rekord Bielsko-Biała          | 1                             |                               |
| POR | Zapora Porąbka                | 2                             |                               |
| grupa Katowice I                                                                                              |                               |                               |                               |
| ORN | Gwarek Ornontowice            | 1                             |                               |
| BOJ | GTS Bojszowy                  | 2                             |                               |
| grupa Katowice III                                                                                            |                               |                               |                               |
| GPS | Górnik Pszów                  | 1                             |                               |
| RYM | Rymer Rybnik                  | 2                             |                               |
| grupa Katowice IV                                                                                             |                               |                               |                               |
| CON | Concordia Knurów              | 3                             |                               |
| Oznaczenia: - kolumna pierwsza – skróty nazw drużyn, - kolumna trzecia – miejsce zajęte w poprzednim sezonie. |                               |                               |                               |

### Tabela
| Lp. | Drużyna                | M  | Z  | R  | P  | Bramki | Bramki | Różn. | Pkt | Uwagi                       | Bezpośrednio |
| --- | ---------------------- | -- | -- | -- | -- | ------ | ------ | ----- | --- | --------------------------- | ------------ |
| 1   | Skałka Żabnica (M) (A) | 30 | 25 | 3  | 2  | 81     | 13     | +68   | 78  | Awans do III ligi           |              |
| 2   | Przyszłość Rogów       | 30 | 21 | 6  | 3  | 76     | 22     | +54   | 69  |                             |              |
| 3   | Polonia Łaziska Górne  | 30 | 15 | 7  | 8  | 58     | 29     | +29   | 52  | PŁG - MKL 2:1 MKL - PŁG 3:2 |              |
| 4   | Polonia Marklowice     | 30 | 16 | 4  | 10 | 60     | 44     | +16   | 52  | PŁG - MKL 2:1 MKL - PŁG 3:2 |              |
| 5   | Gwarek Ornontowice     | 30 | 16 | 2  | 12 | 70     | 56     | +14   | 50  |                             |              |
| 6   | Zapora Porąbka         | 30 | 12 | 10 | 8  | 41     | 29     | +12   | 46  |                             |              |
| 7   | GKS II Jastrzębie1     | 30 | 12 | 7  | 11 | 45     | 51     | −6    | 43  | Drużyna wycofana            |              |
| 8   | Concordia Knurów       | 30 | 11 | 6  | 13 | 49     | 61     | −12   | 39  |                             |              |
| 9   | GTS Bojszowy           | 30 | 10 | 8  | 12 | 47     | 46     | +1    | 38  | BOJ - CZN 2:1 CZN - BOJ 0:1 |              |
| 10  | LKS Czaniec            | 30 | 10 | 8  | 12 | 39     | 35     | +4    | 38  | BOJ - CZN 2:1 CZN - BOJ 0:1 |              |
| 11  | Unia Racibórz          | 30 | 11 | 4  | 15 | 49     | 55     | −6    | 37  |                             |              |
| 12  | Rekord Bielsko-Biała   | 30 | 9  | 8  | 13 | 28     | 44     | −16   | 35  |                             |              |
| 13  | Grunwald Ruda Śląska   | 30 | 10 | 4  | 16 | 45     | 52     | −7    | 34  |                             |              |
| 14  | Górnik Pszów           | 30 | 8  | 8  | 14 | 46     | 55     | −9    | 32  |                             |              |
| 15  | LKS Łąka1 (B)          | 30 | 9  | 4  | 17 | 38     | 54     | −16   | 31  | Baraże o utrzymanie         |              |
| 16  | Rymer Rybnik (S)       | 30 | 0  | 1  | 29 | 11     | 137    | −126  | 1   | Spadek do klasy okręgowej   |              |

### Baraże o utrzymanie w IV lidze
W związku z wycofaniem się GKS-u II Jastrzębie z grupy śląskiej II zorganizowano baraż uzupełniający, w którym zmierzyły się drużyny z miejsca 15. obu grup śląskich. Zwycięzca uzyskiwał prawo do gry w IV lidze w następnym sezonie.
| 8 sierpnia 2009 | Unia Rędziny      | 1:0   | LKS Łąka |  |
| 11:00           | 62' Kamil Puchała | (0:0) |          |  |

Zwycięzca: Unia Rędziny

## Grupa XV (świętokrzyska)

### Drużyny
| Uczestnicy poprzedniej edycji                                                                                 | Uczestnicy poprzedniej edycji   | Uczestnicy poprzedniej edycji | Uczestnicy poprzedniej edycji |
| --- | ------------------------------- | ----------------------------- | ----------------------------- |
| PIA | Piaskowianka Piaski             | 61                            |                               |
| KS2 | KSZO II Ostrowiec Świętokrzyski | 9                             |                               |
| ORK | Orlęta Kielce                   | 10                            |                               |
| RUD | GKS Rudki                       | 11                            |                               |
| ALO | Alit Ożarów                     | 12                            |                               |
| ŁYS | Łysica Bodzentyn                | 13                            |                               |
| NOW | GKS Nowiny                      | 14                            |                               |
| WSA | Wisła Sandomierz                | 15                            |                               |
| Awans z klasy okręgowej 2007/2008                                                                             |                                 |                               |                               |
| grupa świętokrzyska I                                                                                         |                                 |                               |                               |
| HEK | HEKO Czermno                    | 1                             |                               |
| DAL | Spartakus Razem Daleszyce       | 2                             |                               |
| WŁO | Hetman Włoszczowa               | 3                             |                               |
| PRA | Partyzant Radoszyce             | 4                             |                               |
| grupa świętokrzyska II                                                                                        |                                 |                               |                               |
| JUV | Juventa Starachowice            | 1                             |                               |
| OPA | OKS Opatów                      | 2                             |                               |
| SKW | Sparta Kazimierza Wielka        | 3                             |                               |
| DWI | Sparta Dwikozy                  | 4                             |                               |
| Oznaczenia: - kolumna pierwsza – skróty nazw drużyn, - kolumna trzecia – miejsce zajęte w poprzednim sezonie. |                                 |                               |                               |

Objaśnienia:
1. Piaskowianka Piaski nie otrzymała licencji na grę w III lidze, w związku z czym przystąpiła do rozgrywek IV ligi.

### Tabela
| Lp. | Drużyna                         | M  | Z  | R | P  | Bramki | Bramki | Różn. | Pkt | Uwagi                                                          | Bezpośrednio              |
| --- | ------------------------------- | -- | -- | - | -- | ------ | ------ | ----- | --- | -------------------------------------------------------------- | ------------------------- |
| 1   | Hetman Włoszczowa (M) (A)       | 30 | 19 | 6 | 5  | 52     | 28     | +24   | 63  | Awans do III ligi                                              |                           |
| 2   | Juventa Starachowice (A)        | 30 | 17 | 7 | 6  | 66     | 26     | +40   | 58  | Awans do III ligi                                              |                           |
| 3   | Sparta Dwikozy                  | 30 | 15 | 8 | 7  | 52     | 32     | +20   | 53  |                                                                |                           |
| 4   | Orlęta Kielce                   | 30 | 14 | 6 | 10 | 47     | 35     | +12   | 48  |                                                                |                           |
| 5   | Sparta Kazimierza Wielka        | 30 | 14 | 5 | 11 | 61     | 41     | +20   | 47  |                                                                |                           |
| 6   | HEKO Czermno                    | 30 | 13 | 7 | 10 | 50     | 34     | +16   | 46  | HEK: 7 pkt, różn. +3 PRA: 5 pkt, różn. -2 ALO: 4 pkt, różn. -1 |                           |
| 7   | Partyzant Radoszyce             | 30 | 13 | 7 | 10 | 49     | 49     | 0     | 46  | HEK: 7 pkt, różn. +3 PRA: 5 pkt, różn. -2 ALO: 4 pkt, różn. -1 |                           |
| 8   | Alit Ożarów                     | 30 | 13 | 7 | 10 | 44     | 34     | +10   | 46  | HEK: 7 pkt, różn. +3 PRA: 5 pkt, różn. -2 ALO: 4 pkt, różn. -1 |                           |
| 9   | Spartakus Razem Daleszyce       | 30 | 11 | 6 | 13 | 47     | 48     | −1    | 39  | DAL - KS2 2:0 KS2 - DAL 2:3                                    |                           |
| 10  | KSZO II Ostrowiec Świętokrzyski | 30 | 10 | 9 | 11 | 51     | 42     | +9    | 39  | DAL - KS2 2:0 KS2 - DAL 2:3                                    |                           |
| 11  | Piaskowianka Piaski             | 30 | 10 | 6 | 14 | 33     | 49     | −16   | 36  |                                                                |                           |
| 12  | Łysica Bodzentyn                | 30 | 10 | 5 | 15 | 30     | 39     | −9    | 35  |                                                                |                           |
| 13  | Wisła Sandomierz                | 30 | 10 | 3 | 17 | 30     | 70     | −40   | 33  | WSA - RUD 2:1 RUD - WSA 0:0                                    |                           |
| 14  | GKS Rudki (S)                   | 30 | 9  | 6 | 15 | 28     | 42     | −14   | 33  | WSA - RUD 2:1 RUD - WSA 0:0                                    | Spadek do klasy okręgowej |
| 15  | OKS Opatów (S)                  | 30 | 9  | 3 | 18 | 30     | 63     | −33   | 30  |                                                                | Spadek do klasy okręgowej |
| 16  | GKS Nowiny (S)                  | 30 | 5  | 5 | 20 | 26     | 64     | −38   | 20  |                                                                | Spadek do klasy okręgowej |

## Grupa XVI (warmińsko-mazurska)

### Drużyny
| Uczestnicy poprzedniej edycji                                                                                 | Uczestnicy poprzedniej edycji | Uczestnicy poprzedniej edycji | Uczestnicy poprzedniej edycji |
| --- | ----------------------------- | ----------------------------- | ----------------------------- |
| ZAT | Zatoka Braniewo               | 8                             |                               |
| PŁE | Płomień Ełk                   | 9                             |                               |
| SOS | Sokół Ostróda                 | 10                            |                               |
| PAS | Polonia Pasłęk                | 11                            |                               |
| ZKU | Zamek Kurzętnik               | 12                            |                               |
| MAM | Mamry Giżycko                 | 13                            |                               |
| KĘT | Granica Kętrzyn               | 14                            |                               |
| MOL | Motor Lubawa                  | 151                           |                               |
| MSZ | MKS Szczytno                  | 162                           |                               |
| Awans z klasy okręgowej 2007/2008                                                                             |                               |                               |                               |
| grupa warmińsko-mazurska I                                                                                    |                               |                               |                               |
| BPS | Błękitni Pasym                | 1                             |                               |
| ROM | Rominta Gołdap                | 2                             |                               |
| EŁK | Mazur Ełk                     | 3                             |                               |
| BIS | Tęcza Biskupiec               | 4                             |                               |
| KOR | MKS Korsze                    | 52                            |                               |
| grupa warmińsko-mazurska II                                                                                   |                               |                               |                               |
| WIK | GKS Wikielec                  | 1                             |                               |
| ELB | Olimpia 2004 Elbląg           | 23                            |                               |
| STN | Start Nidzica                 | 3                             |                               |
| MIM | Tęcza Miłomłyn                | 4                             |                               |
| Oznaczenia: - kolumna pierwsza – skróty nazw drużyn, - kolumna trzecia – miejsce zajęte w poprzednim sezonie. |                               |                               |                               |

Objaśnienia:
1. Motor Lubawa wygrał baraże o utrzymanie w IV lidze z drużyną Ewingi Zalewo.
2. MKS Korsze wygrało baraże o awans do IV ligi z MKS-em Szczytno. Mimo to, drużyna ze Szczytna uzyskała prawo do gry w IV lidze.
3. Olimpia 2004 Elbląg występowała w poprzednim sezonie pod nazwą ZKS Olimpia Elbląg.

### Tabela
| Lp. | Drużyna             | M  | Z  | R  | P  | Bramki | Bramki | Różn. | Pkt | Uwagi                       | Bezpośrednio                |
| --- | ------------------- | -- | -- | -- | -- | ------ | ------ | ----- | --- | --------------------------- | --------------------------- |
| 1   | Mazur Ełk (M) (A)   | 34 | 25 | 2  | 7  | 111    | 45     | +66   | 77  | Awans do III ligi           |                             |
| 2   | Motor Lubawa (A)    | 34 | 22 | 4  | 8  | 84     | 50     | +34   | 70  | Awans do III ligi           | MOL - ZAT 2:0 ZAT - MOL 0:0 |
| 3   | Zatoka Braniewo     | 34 | 22 | 4  | 8  | 83     | 45     | +38   | 70  |                             | MOL - ZAT 2:0 ZAT - MOL 0:0 |
| 4   | Sokół Ostróda       | 34 | 22 | 3  | 9  | 105    | 43     | +62   | 69  |                             |                             |
| 5   | MKS Korsze          | 34 | 20 | 7  | 7  | 76     | 47     | +29   | 67  |                             |                             |
| 6   | Błękitni Pasym      | 34 | 19 | 7  | 8  | 105    | 41     | +64   | 64  |                             |                             |
| 7   | Granica Kętrzyn     | 34 | 15 | 9  | 10 | 56     | 52     | +4    | 54  |                             |                             |
| 8   | Tęcza Biskupiec     | 34 | 16 | 4  | 14 | 74     | 71     | +3    | 52  |                             |                             |
| 9   | GKS Wikielec        | 34 | 13 | 11 | 10 | 43     | 39     | +4    | 50  |                             |                             |
| 10  | Olimpia 2004 Elbląg | 34 | 13 | 6  | 15 | 47     | 69     | −22   | 45  |                             |                             |
| 11  | Płomień Ełk         | 34 | 12 | 3  | 19 | 41     | 69     | −28   | 39  |                             |                             |
| 12  | MKS Szczytno        | 34 | 9  | 11 | 14 | 43     | 64     | −21   | 38  | MSZ - PAS 1:0 PAS - MSZ 0:0 |                             |
| 13  | Polonia Pasłęk      | 34 | 8  | 14 | 12 | 37     | 51     | −14   | 38  | MSZ - PAS 1:0 PAS - MSZ 0:0 |                             |
| 14  | Rominta Gołdap      | 34 | 10 | 7  | 17 | 44     | 73     | −29   | 37  |                             |                             |
| 15  | Start Nidzica       | 34 | 9  | 4  | 21 | 52     | 84     | −32   | 31  |                             |                             |
| 16  | Zamek Kurzętnik     | 34 | 8  | 3  | 23 | 40     | 72     | −32   | 27  |                             |                             |
| 17  | Mamry Giżycko (S)   | 34 | 4  | 8  | 22 | 23     | 83     | −60   | 20  | Spadek do klasy okręgowej   |                             |
| 18  | Tęcza Miłomłyn (S)  | 34 | 3  | 5  | 26 | 26     | 92     | −66   | 14  | Spadek do klasy okręgowej   |                             |

## Grupa XVII (wielkopolska południe)

### Drużyny
| Uczestnicy poprzedniej edycji                                                                                 | Uczestnicy poprzedniej edycji   | Uczestnicy poprzedniej edycji | Uczestnicy poprzedniej edycji |
| --- | ------------------------------- | ----------------------------- | ----------------------------- |
| KOB | Piast Kobylin                   | 41                            |                               |
| CAL | Calisia Kalisz                  | 5                             |                               |
| WRZ | Victoria Września               | 6                             |                               |
| COW | Centra Ostrów Wielkopolski      | 7                             |                               |
| PIA | Korona Piaski                   | 8                             |                               |
| PĘP | Dąbroczanka Pępowo              | 9                             |                               |
| SŁU | SKP Słupca                      | 10                            |                               |
| KLE | Sokół Kleczew                   | 11                            |                               |
| MGÓ | Sparta Miejska Górka            | 12                            |                               |
| GOŁ | LKS Gołuchów                    | 13                            |                               |
| KOŹ | Biały Orzeł Koźmin Wielkopolski | 14                            |                               |
| Awans z klasy okręgowej 2007/2008                                                                             |                                 |                               |                               |
| grupa Kalisz                                                                                                  |                                 |                               |                               |
| JAN | LKS Jankowy                     | 1                             |                               |
| PKO | Płomyk Koźminiec                | 2                             |                               |
| grupa Konin                                                                                                   |                                 |                               |                               |
| OKŁ | Olimpia Koło                    | 1                             |                               |
| DĄB | Zryw Dąbie                      | 2                             |                               |
| grupa Leszno                                                                                                  |                                 |                               |                               |
| KKR | Krobianka Krobia                | 1                             |                               |
| KRZ | GKS Krzemieniewo                | 2                             |                               |
| Oznaczenia: - kolumna pierwsza – skróty nazw drużyn, - kolumna trzecia – miejsce zajęte w poprzednim sezonie. |                                 |                               |                               |

Objaśnienia:
1. Piast Kobylin przegrał baraże o awans do III ligi z Unią Swarzędz.
2. Kłos Garzyn połączył się z Zootechnikiem Pawłowice, w wyniku czego powstał klub GKS Krzemieniewo.

### Tabela
| Lp. | Drużyna                         | M  | Z  | R  | P  | Bramki | Bramki | Różn. | Pkt | Uwagi                       | Bezpośrednio        |
| --- | ------------------------------- | -- | -- | -- | -- | ------ | ------ | ----- | --- | --------------------------- | ------------------- |
| 1   | Calisia Kalisz (M) (A)          | 32 | 20 | 4  | 8  | 62     | 32     | +30   | 64  | Awans do III ligi           |                     |
| 2   | Sokół Kleczew                   | 32 | 18 | 5  | 9  | 59     | 26     | +33   | 59  |                             |                     |
| 3   | Płomyk Koźminiec                | 32 | 16 | 6  | 10 | 48     | 39     | +9    | 54  | PKO - KOB 0:0 KOB - PKO 1:1 |                     |
| 4   | Piast Kobylin                   | 32 | 14 | 12 | 6  | 47     | 25     | +22   | 54  | PKO - KOB 0:0 KOB - PKO 1:1 |                     |
| 5   | SKP Słupca                      | 32 | 13 | 12 | 7  | 43     | 28     | +15   | 51  |                             |                     |
| 6   | Biały Orzeł Koźmin Wielkopolski | 32 | 14 | 8  | 10 | 38     | 32     | +6    | 50  |                             |                     |
| 7   | Krobianka Krobia                | 32 | 14 | 6  | 12 | 45     | 48     | −3    | 48  |                             |                     |
| 8   | LKS Gołuchów                    | 32 | 12 | 9  | 11 | 39     | 34     | +5    | 45  | GOŁ - OKŁ 2:0 OKŁ - GOŁ 0:0 |                     |
| 9   | Olimpia Koło                    | 32 | 12 | 9  | 11 | 45     | 35     | +10   | 45  | GOŁ - OKŁ 2:0 OKŁ - GOŁ 0:0 |                     |
| 10  | Korona Piaski                   | 32 | 14 | 2  | 16 | 39     | 49     | −10   | 44  | PIA - PĘP 1:0 PĘP - PIA 0:1 |                     |
| 11  | Dąbroczanka Pępowo (B)          | 32 | 13 | 5  | 14 | 40     | 42     | −2    | 44  | PIA - PĘP 1:0 PĘP - PIA 0:1 | Baraże o utrzymanie |
| 12  | Victoria Września (B)           | 32 | 12 | 6  | 14 | 51     | 47     | +4    | 42  |                             | Baraże o utrzymanie |
| 13  | Zryw Dąbie (B)                  | 32 | 11 | 8  | 13 | 38     | 51     | −13   | 41  |                             | Baraże o utrzymanie |
| 14  | LKS Jankowy (S)                 | 32 | 11 | 6  | 15 | 41     | 68     | −27   | 39  | Spadek do klasy okręgowej   |                     |
| 15  | Centra Ostrów Wielkopolski (S)  | 32 | 10 | 8  | 14 | 40     | 51     | −11   | 38  | Spadek do klasy okręgowej   |                     |
| 16  | Sparta Miejska Górka (S)        | 32 | 6  | 4  | 22 | 35     | 67     | −32   | 22  | Spadek do klasy okręgowej   |                     |
| 17  | GKS Krzemieniewo (S)            | 32 | 5  | 4  | 23 | 28     | 64     | −36   | 19  | Spadek do klasy okręgowej   |                     |

### Baraże o utrzymanie w IV lidze
W barażach o utrzymanie brały udział drużyny z miejsc 11-13 z obu grup wielkopolskich oraz wicemistrzowie 6 grup klasy okręgowej znajdujących się w woj. wielkopolskim. Zwycięzcy uzyskali prawo do gry w IV lidze w następnym sezonie. 
| 20 czerwca 2009 | Ostrovia 1909 Ostrów Wielkopolski | 0:1 | Victoria Września |  |
| 11:00           |                                   |     | ?'?               |  |

| 24 czerwca 2009 | Victoria Września | 0:0   | Ostrovia 1909 Ostrów Wielkopolski |  |
| 17:30           |                   | (0:0) |                                   |  |

Zwycięzca: Ostrovia 1909 Ostrów Wielkopolski
| 21 czerwca 2009 | Orkan Chorzemin | 1:4 | Dąbroczanka Pępowo    |  |
| 17:00           | ?'?             |     | ?'? · ?'? · ?'? · ?'? |  |

| 24 czerwca 2009 | Dąbroczanka Pępowo | 0:0   | Orkan Chorzemin |  |
| 17:30           |                    | (0:0) |                 |  |

Zwycięzca: Dąbroczanka Pępowo
| 21 czerwca 2009 | Sparta Konin | 0:2 | Zryw Dąbie |  |
| 17:00           |              |     | ?'? · ?'?  |  |

| 24 czerwca 2009 | Zryw Dąbie | 2:2 | Sparta Konin |  |
| 17:30           | ?'? · ?'?  |     | ?'? · ?'?    |  |

Zwycięzca: Zryw Dąbie

## Grupa XVIII (wielkopolska północ)

### Drużyny
| Uczestnicy poprzedniej edycji                                                                                 | Uczestnicy poprzedniej edycji    | Uczestnicy poprzedniej edycji | Uczestnicy poprzedniej edycji |
| --- | -------------------------------- | ----------------------------- | ----------------------------- |
| T98 | TS 1998 Dopiewo                  | 5                             |                               |
| SOR | Sokół Rakoniewice                | 6                             |                               |
| SOK | Sokół Pniewy                     | 7                             |                               |
| DAM | Sokół Damasławek                 | 8                             |                               |
| LTR | Lubuszanin Trzcianka             | 9                             |                               |
| MAR | Leśnik Margonin                  | 10                            |                               |
| LUO | Luboński FC                      | 11                            |                               |
| CHO | Polonia Chodzież                 | 12                            |                               |
| CWR | Czarni Wróblewo                  | 13                            |                               |
| MOS | 1920 Mosina                      | 14                            |                               |
| Spadek z I ligi 2008/2009                                                                                     |                                  |                               |                               |
| DSK | Dyskobolia Grodzisk Wielkopolski | 31                            |                               |
| Awans z klasy okręgowej 2007/2008                                                                             |                                  |                               |                               |
| grupa Piła |                                  |                               |                               |
| NRO | Noteć Rosko                      | 1                             |                               |
| RLU | Radwan Lubasz                    | 2                             |                               |
| grupa Poznań (wschód)                                                                                         |                                  |                               |                               |
| GRP | Grom Plewiska                    | 1                             |                               |
| TRZ | Zjednoczeni Trzemeszno           | 2                             |                               |
| grupa Poznań (zachód)                                                                                         |                                  |                               |                               |
| SZA | Sparta Szamotuły                 | 1                             |                               |
| MIĘ | Warta Międzychód                 | 2                             |                               |
| Oznaczenia: - kolumna pierwsza – skróty nazw drużyn, - kolumna trzecia – miejsce zajęte w poprzednim sezonie. |                                  |                               |                               |

Objaśnienia:
1. Po sezonie 2007/2008 Dyskobolia Grodzisk Wielkopolski została wykupiona przez Polonię Warszawa, która zajęła jej miejsce w I lidze (przemianowanej na Ekstraklasę), natomiast drużyna z Grodziska Wielkopolskiego przystąpiła do rozgrywek IV ligi.

### Tabela
| Lp. | Drużyna                          | M  | Z  | R | P  | Bramki | Bramki | Różn. | Pkt | Uwagi                                                         | Bezpośrednio                |
| --- | -------------------------------- | -- | -- | - | -- | ------ | ------ | ----- | --- | ------------------------------------------------------------- | --------------------------- |
| 1   | Lubuszanin Trzcianka (M) (A)     | 32 | 20 | 6 | 6  | 65     | 31     | +34   | 66  | Awans do III ligi                                             | LTR - SOK 0:0 SOK - LTR 0:1 |
| 2   | Sokół Pniewy                     | 32 | 20 | 6 | 6  | 52     | 19     | +33   | 66  |                                                               | LTR - SOK 0:0 SOK - LTR 0:1 |
| 3   | TS 1998 Dopiewo                  | 32 | 19 | 5 | 8  | 54     | 28     | +26   | 62  |                                                               |                             |
| 4   | Leśnik Margonin                  | 32 | 18 | 6 | 8  | 58     | 35     | +23   | 60  |                                                               |                             |
| 5   | Dyskobolia Grodzisk Wielkopolski | 32 | 17 | 8 | 7  | 67     | 34     | +33   | 59  |                                                               |                             |
| 6   | Luboński FC                      | 32 | 16 | 7 | 9  | 59     | 34     | +25   | 55  |                                                               |                             |
| 7   | Zjednoczeni Trzemeszno           | 32 | 12 | 9 | 11 | 42     | 39     | +3    | 45  | TRZ: 8 pkt, różn. +3 DAM: 4 pkt, różn. 0 SZA: 4 pkt, różn. -3 |                             |
| 8   | Sokół Damasławek                 | 32 | 14 | 3 | 15 | 56     | 62     | −6    | 45  | TRZ: 8 pkt, różn. +3 DAM: 4 pkt, różn. 0 SZA: 4 pkt, różn. -3 |                             |
| 9   | Sparta Szamotuły                 | 32 | 13 | 6 | 13 | 42     | 41     | +1    | 45  | TRZ: 8 pkt, różn. +3 DAM: 4 pkt, różn. 0 SZA: 4 pkt, różn. -3 |                             |
| 10  | Sokół Rakoniewice                | 32 | 11 | 9 | 12 | 37     | 39     | −2    | 42  |                                                               |                             |
| 11  | Czarni Wróblewo (B)              | 32 | 11 | 7 | 14 | 46     | 59     | −13   | 40  | Baraże o utrzymanie                                           |                             |
| 12  | Grom Plewiska (B)                | 32 | 10 | 8 | 14 | 39     | 54     | −15   | 38  | Baraże o utrzymanie                                           |                             |
| 13  | Warta Międzychód (B)             | 32 | 11 | 4 | 17 | 41     | 47     | −6    | 37  | Baraże o utrzymanie                                           |                             |
| 14  | Polonia Chodzież (S)             | 32 | 9  | 6 | 17 | 46     | 70     | −24   | 33  | Spadek do klasy okręgowej                                     |                             |
| 15  | 1920 Mosina (S)                  | 32 | 8  | 8 | 16 | 27     | 51     | −24   | 32  | Spadek do klasy okręgowej                                     |                             |
| 16  | Radwan Lubasz (S)                | 32 | 5  | 4 | 23 | 27     | 73     | −46   | 19  | Spadek do klasy okręgowej                                     |                             |
| 17  | Noteć Rosko (S)                  | 32 | 4  | 6 | 22 | 25     | 67     | −42   | 18  | Spadek do klasy okręgowej                                     |                             |

### Baraże o utrzymanie w IV lidze
W barażach o utrzymanie brały udział drużyny z miejsc 11-13 z obu grup wielkopolskich oraz wicemistrzowie 6 grup klasy okręgowej znajdujących się w woj. wielkopolskim. Zwycięzcy uzyskali prawo do gry w IV lidze w następnym sezonie. 
| 20 czerwca 2009 | Tarnovia Tarnowo Podgórne | 0:2 | Warta Międzychód |  |
| 17:00           |                           |     | ?'? · ?'?        |  |

| 24 czerwca 2009 | Warta Międzychód | 0:1 | Tarnovia Tarnowo Podgórne |  |
| 18:00           |                  |     | ?'?                       |  |

Zwycięzca: Warta Międzychód
| 20 czerwca 2009 | Wełna Skoki | 1:1 | Grom Plewiska |  |
| 17:00           | ?'?         |     | ?'?           |  |

| 26 czerwca 2009 | Grom Plewiska | 2:1 | Wełna Skoki |  |
| 17:00           | ?'? · ?'?     |     | ?'?         |  |

Zwycięzca: Grom Plewiska
| 22 czerwca 2009 | 1922 Lechia Kostrzyn | 2:0 | Czarni Wróblewo |  |
| 18:00           | ?'? · ?'?            |     |                 |  |

| 26 czerwca 2009 | Czarni Wróblewo | 2:4 | 1922 Lechia Kostrzyn  |  |
| 18:00           | ?'? · ?'?       |     | ?'? · ?'? · ?'? · ?'? |  |

Zwycięzca: 1922 Lechia Kostrzyn

### Baraże uzupełniające o grę w IV lidze
W związku z dodatkowym utrzymaniem Mieszka Gniezno w III lidze zwolniło się jedno miejsce w IV lidze, gr. wielkopolskiej północ. W związku z tym zorganizowano baraże uzupełniające, w których wzięły udział 4 drużyny: 3 przegranych baraży o grę w IV lidze oraz najwyżej sklasyfikowany spadkowicz. Zwycięzca uzyskiwał prawo do gry w IV lidze w następnym sezonie.

#### I runda
|  | Czarni Wróblewo | 3:1 | Tarnovia Tarnowo Podgórne |  |
|  | ?'? · ?'? · ?'? |     | ?'?                       |  |

Awans do II rundy: Czarny Wróblewo
|  | Polonia Chodzież      | 4:1 | Wełna Skoki |  |
|  | ?'? · ?'? · ?'? · ?'? |     | ?'?         |  |

Awans do II rundy: Polonia Chodzież

#### II runda
| 12 sierpnia 2009 | Czarni Wróblewo | 0:0 k. 4:3    | Polonia Chodzież |  |
| 17:30            |                 | (0:0, k. 4:3) |                  |  |

Zwycięzca: Czarni Wróblewo

## Grupa XIX (zachodniopomorska)

### Drużyny
| Uczestnicy poprzedniej edycji                                                                                 | Uczestnicy poprzedniej edycji | Uczestnicy poprzedniej edycji | Uczestnicy poprzedniej edycji |
| --- | ----------------------------- | ----------------------------- | ----------------------------- |
| WYB | Wybrzeże Rewalskie Rewal      | 71                            |                               |
| BAR | Pogoń Barlinek                | 8                             |                               |
| SSZ | Stal Szczecin                 | 9                             |                               |
| PCH | Piast Choszczno               | 10                            |                               |
| VPR | Victoria 95 Przecław          | 11                            |                               |
| GRY | Gryf Kamień Pomorski          | 12                            |                               |
| GOL | Ina Goleniów                  | 13                            |                               |
| ENG | Energetyk Gryfino             | 14                            |                               |
| LRM | Leśnik/Rossa Manowo           | 15                            |                               |
| SKP | Sokół Pyrzyce                 | 16                            |                               |
| Awans z V ligi                                                                                                |                               |                               |                               |
| grupa Koszalin                                                                                                |                               |                               |                               |
| GWK | Gwardia Koszalin              | 1                             |                               |
| OWA | Orzeł Wałcz                   | 2                             |                               |
| DDP | Drawa Drawsko Pomorskie       | 3                             |                               |
| grupa Szczecin                                                                                                |                               |                               |                               |
| HSZ | Hutnik Szczecin               | 1                             |                               |
| WOL | Vineta Wolin                  | 2                             |                               |
| PCW | Piast Chociwel                | 3                             |                               |
| Oznaczenia: - kolumna pierwsza – skróty nazw drużyn, - kolumna trzecia – miejsce zajęte w poprzednim sezonie. |                               |                               |                               |

Objaśnienia:
1. Wybrzeże Rewalskie Rewal przegrało baraże o udział w III lidze z Orlętami Reda.

### Tabela
| Lp. | Drużyna                   | M  | Z  | R  | P  | Bramki | Bramki | Różn. | Pkt | Uwagi                       | Bezpośrednio |
| --- | ------------------------- | -- | -- | -- | -- | ------ | ------ | ----- | --- | --------------------------- | ------------ |
| 1   | Energetyk Gryfino (M) (A) | 30 | 20 | 8  | 2  | 82     | 35     | +47   | 68  | Awans do III ligi           |              |
| 2   | Piast Choszczno (A)       | 30 | 18 | 7  | 5  | 100    | 45     | +55   | 61  | Awans do III ligi           |              |
| 3   | Drawa Drawsko Pomorskie   | 30 | 18 | 4  | 8  | 53     | 32     | +21   | 58  |                             |              |
| 4   | Stal Szczecin             | 30 | 16 | 6  | 8  | 59     | 38     | +21   | 54  |                             |              |
| 5   | Ina Goleniów              | 30 | 14 | 6  | 10 | 45     | 31     | +14   | 48  |                             |              |
| 6   | Pogoń Barlinek            | 30 | 13 | 7  | 10 | 41     | 35     | +6    | 46  |                             |              |
| 7   | Gryf Kamień Pomorski      | 30 | 12 | 9  | 9  | 49     | 43     | +6    | 45  |                             |              |
| 8   | Victoria 95 Przecław      | 30 | 10 | 10 | 10 | 36     | 48     | −12   | 40  |                             |              |
| 9   | Gwardia Koszalin          | 30 | 10 | 6  | 14 | 42     | 47     | −5    | 36  | GWK - HSZ 3:2 HSZ - GWK 0:2 |              |
| 10  | Hutnik Szczecin           | 30 | 10 | 6  | 14 | 34     | 54     | −20   | 36  | GWK - HSZ 3:2 HSZ - GWK 0:2 |              |
| 11  | Leśnik/Rossa Manowo       | 30 | 8  | 10 | 12 | 28     | 45     | −17   | 34  |                             |              |
| 12  | Vineta Wolin              | 30 | 8  | 8  | 14 | 29     | 41     | −12   | 32  |                             |              |
| 13  | Sokół Pyrzyce             | 30 | 7  | 10 | 13 | 35     | 50     | −15   | 31  |                             |              |
| 14  | Wybrzeże Rewalskie Rewal  | 30 | 6  | 7  | 17 | 30     | 55     | −25   | 25  | WYB - CHO 2:0 CHO - WYB 0:0 |              |
| 15  | Piast Chociwel            | 30 | 7  | 4  | 19 | 26     | 52     | −26   | 25  | WYB - CHO 2:0 CHO - WYB 0:0 |              |
| 16  | Orzeł Wałcz (S)           | 30 | 6  | 6  | 18 | 24     | 62     | −38   | 24  | Spadek do V ligi            |              |